# Mas del Olmo
Mas del Olmo es una aldea perteneciente al término municipal de Ademuz, comarca del Rincón de Ademuz, provincia de Valencia, (Comunidad Valenciana, España). 
Se trata de la aldea más poblada de Ademuz, emplazada a 1114 metros de altitud, y consta de cuatro barrios: El Puntal, La Era, La Plaza y La Ermita o Barrio de los gitanos. 

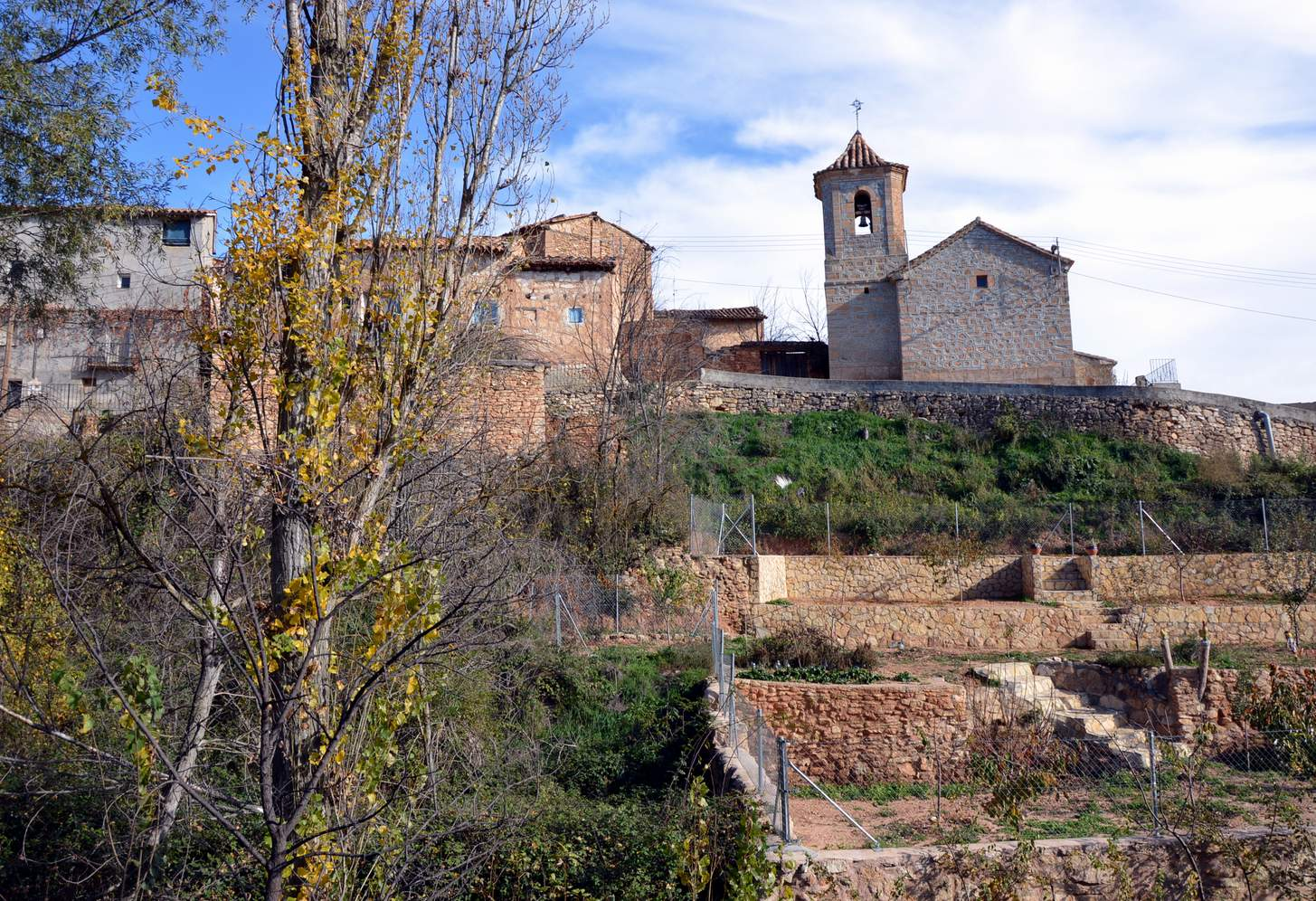
Vista parcial de Mas del Olmo, Ademuz, con detalle de la parroquial.

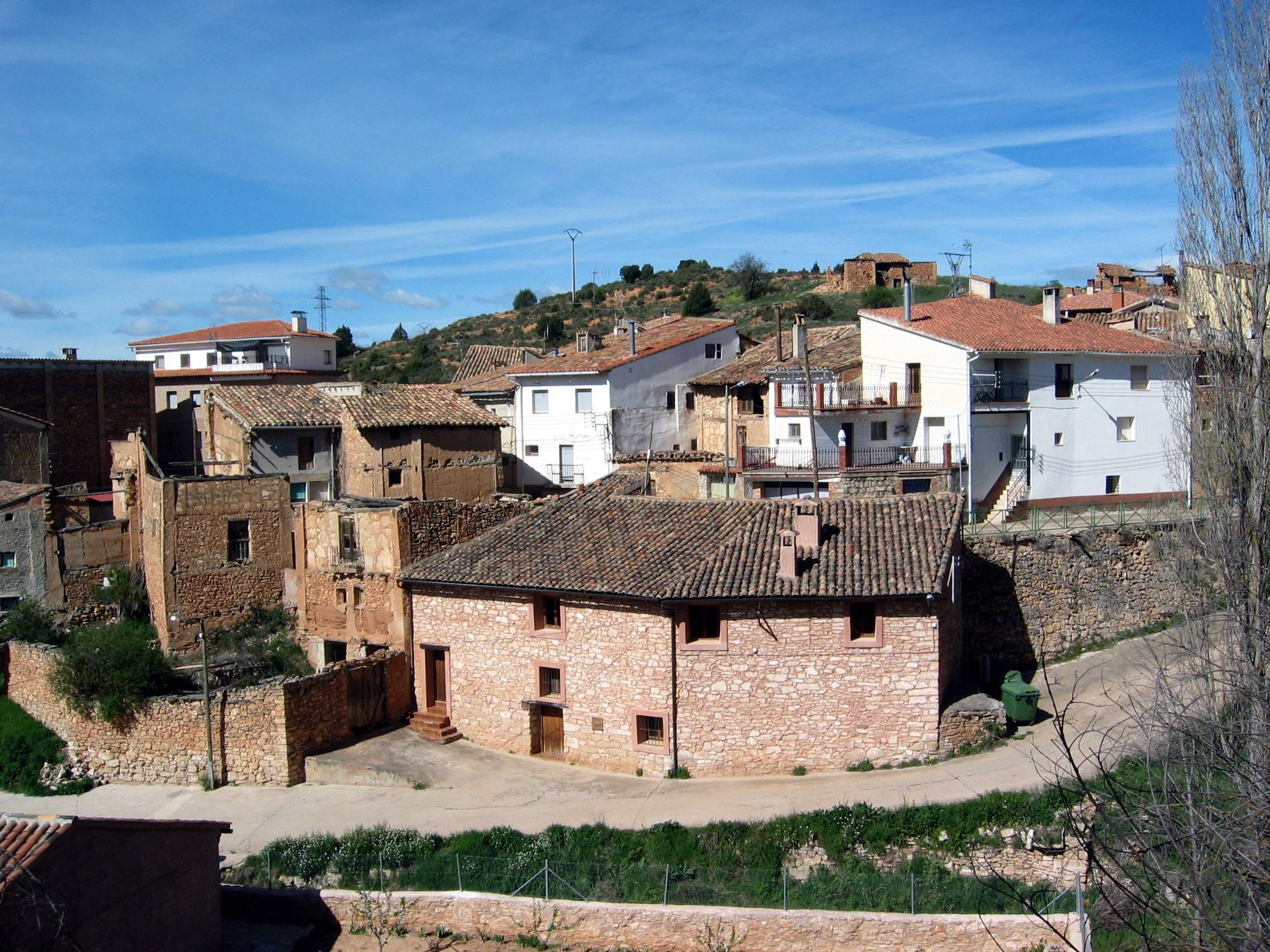
Vista parcial de Mas del Olmo, Ademuz.

## Patrimonio histórico-artístico
- Iglesia parroquial de Santa Bárbara. Fue el último de los eremitorios de las aldeas de Ademuz en construirse.[1] Todavía en la primera década del siglo XVII sus habitantes se quejaban ante el rector de san Pedro de Ademuz por la lejanía de la parroquial, pidiéndole permiso para acudir a la vecina parroquia de Puebla de San Miguel, para cumplir con sus obligaciones cristianas.[2] Poco después, tenía lugar la construcción de la entonces ermita de santa Bárbara, que sería servida cada domingo por un cura beneficiado de la parroquial de san Pedro. A finales del siglo XVII la ermita de Mas del Olmo llegaría a compartir vicario con Sesga, asignándosele uno propio en el último tercio del siglo XVIII.[3]

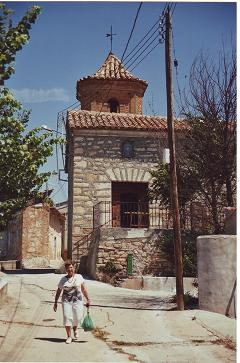
Iglesia de Santa Bárbara. Mas del Olmo, Ademuz.

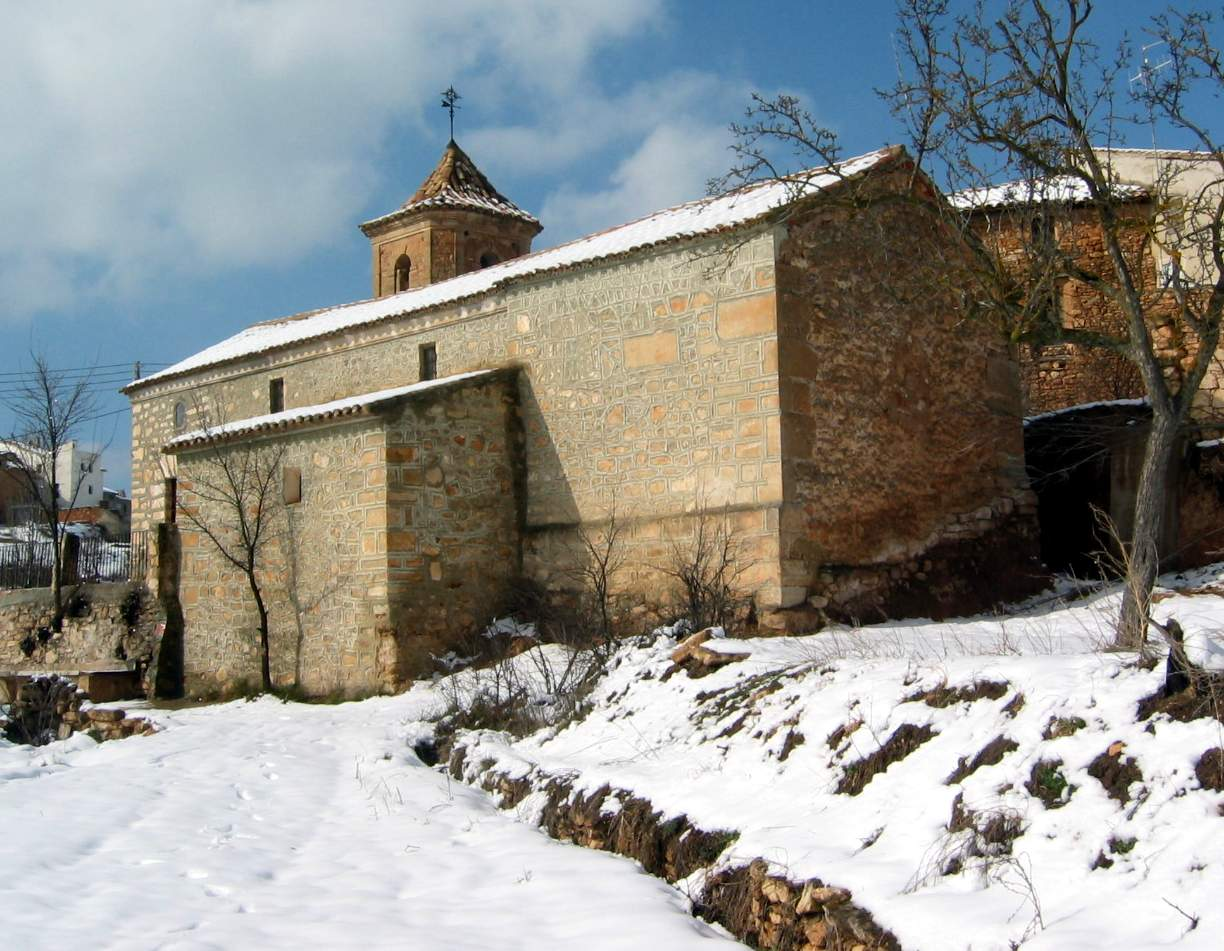
Vista lateral de la parroquial de Santa Bárbara en Mas del Olmo, Ademuz.

El edificio presenta la habitual planta rectangular, distinguiéndose el presbiterio de la nave, que no presenta capillas laterales. La cubierta del presbiterio consiste en una corta bóveda de cañón con dos tramos de lunetos, recientemente restaurada. La nave presenta tres tramos definidos por dos arcos diafragmáticos de medio punto, que sostienen una cubierta menos elaborada, de madera a dos aguas. El tramo de los pies es ocupado por el coro que se sitúa en alto, con la típica balaustrada de madera torneada. Conserva el púlpito con tornavoz, situado en el lado del Evangelio.
En el exterior destaca la sencilla portada, que es lateral y adintelada, coronada por una pequeña hornacina que contiene una imagen nueva de la titular. La ermita de santa Bárbara es el único templo de los repartidos en las aldeas de Ademuz que posee torre campanario. Ésta se sitúa adosada en el lado opuesto de la portada y es de sección cuadrada, si bien el cuerpo superior presenta las esquinas rebajadas, dando una atractiva apariencia poligonal. La única campana que acoge fue fundida a mediados del siglo XVIII, por lo que es una de las más antiguas que se conservan en los templos del término.
La Universidad de Valencia ha desarrollado en la iglesia parroquial varios campos de trabajo (2004-2006), restaurando en profundidad el interior del edificio. El trabajo ha sido llevado a cabo por estudiantes y licenciados en Historia del Arte de la Universidad de Valencia.
- Horno Comunal. Rehabilitado y convertido en Museo del pan, donde se exhiben numerosos objetos relacionados con la elaboración tradicional del pan, el cultivo y la transformación del cereal. El horno es puesto en funcionamiento sólo en fechas señaladas, convirtiéndose en un verdadero acontecimiento. En las planta superior del edificio se aloja la antigua sala del consejo, lugar de reunión de los vecinos.[7]
- Cementerio Parroquial. Se halla en la parte más elevada del barrio de la Ermita, sencillo lugar de inhumación que posee un pequeño recinto cubierto a modo de depósito y un espacio descubierto como cementerio civil, destinado a los que morían sin bautizar, a los excomulgados y suicidas. El lugar carece de nichos, todas las inhumaciones se realizan en tierra, y posee numerosas señalizaciones de pared. La cruz central es de madera, en su basamento de piedra aparece el año 1904.[8]
- Molino de los Cuchillos. Antiguo molino harinero que servía a las tres principales aldeas de Ademuz -Mas del Olmo, Sesga y Val de la Sabina- desde el siglo XIX.[9] En la actualidad se ha construido en el paraje una instalación recreativa para campamento, con refugio forestal de la Generalidad Valenciana, albergue, servicios, quemadores, etc.
- Como en el resto del Término General de Ademuz, destacan las barracas de piedra,[10] y otras construcciones de piedra seca levantadas en parajes más o menos cercanos a la aldea: La Batalla, La Majadilla, Loma del Romance, Hoya de los Herreros, Collado del Moro, Rento Caballero, etc.

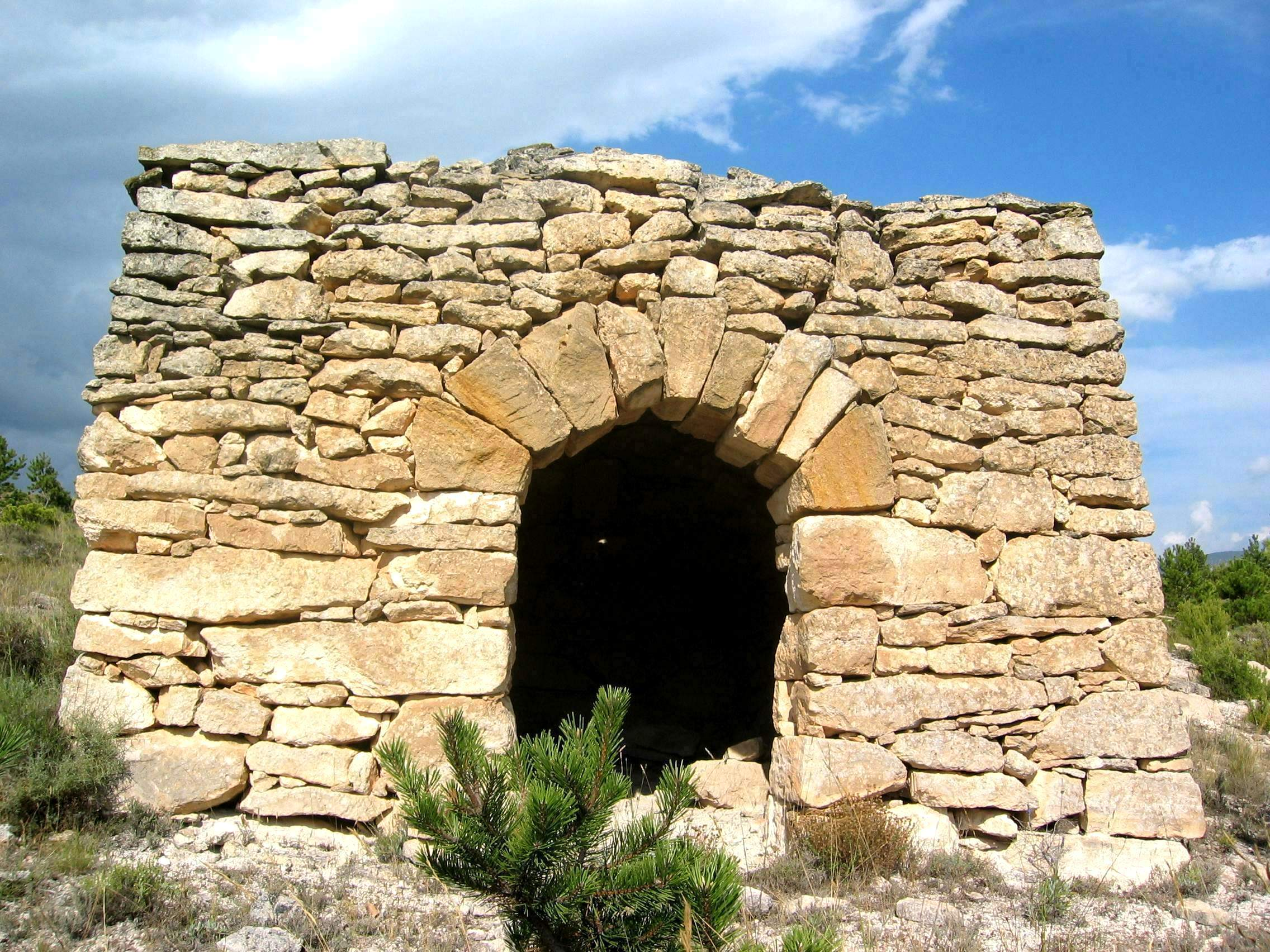
Vista frontal de una barraca de piedra en Mas del Olmo, Ademuz.

- Otros emplazamientos de interés son Mal Paso, lugar de recreo con fuente y abrevadero para caballerías, mesas, asientos y asadores, todo ello circundado de una agradable arboleda y la Loma del Romance, elevado puntal situado al occidente de la población, desde donde puede contemplarse uno de los paisajes más espectaculares de la comarca.

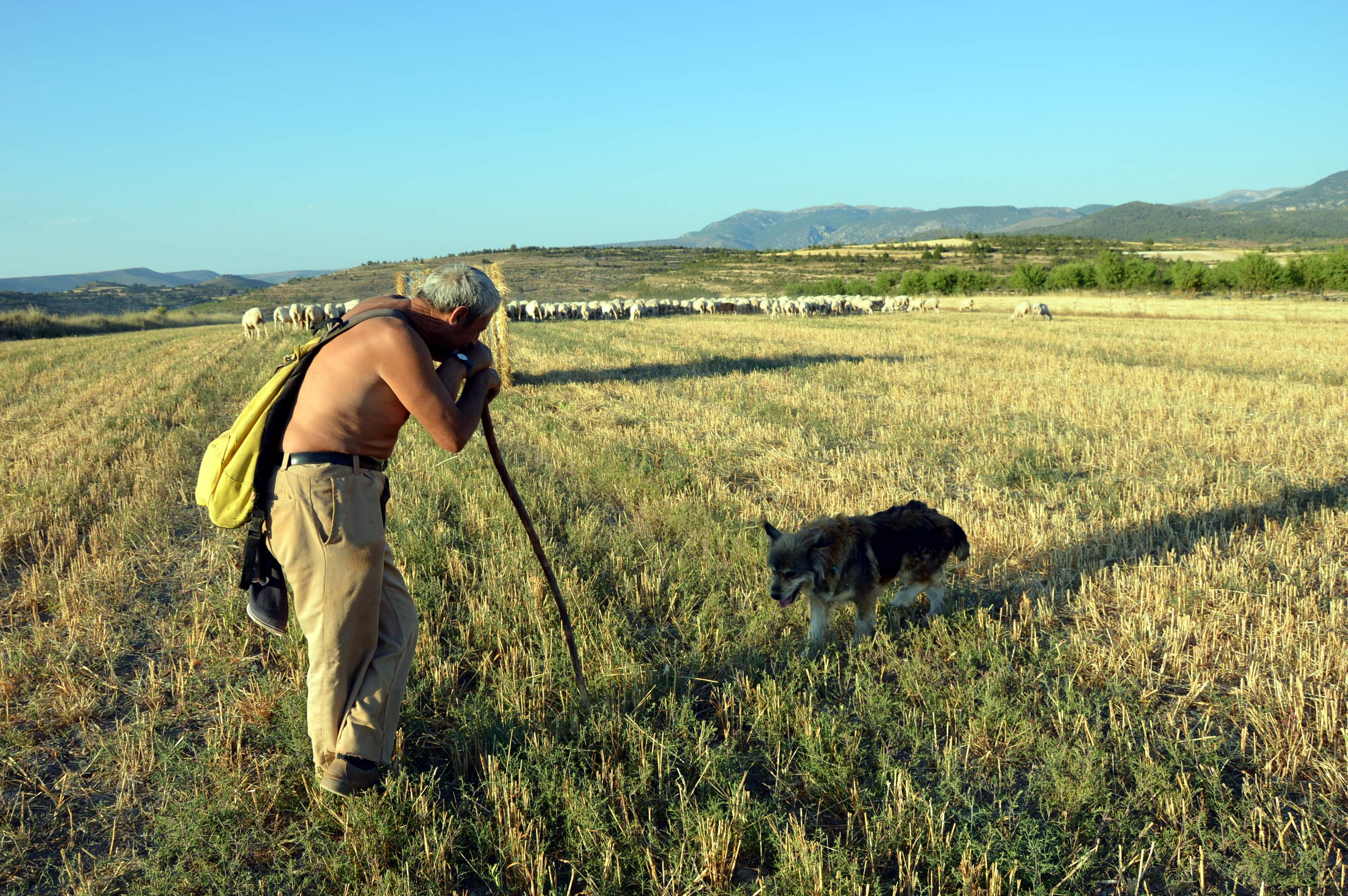
Pastor con su ganado en un rastrojo de Mas del Olmo, Ademuz.

## Fiestas y tradiciones populares
- Pascua Granada.[11] El domingo de Pentecostés los habitantes de Sesga acuden en romería a Mas del Olmo, donde son recibidos a las afueras de la aldea con el antiguo ritual de las Reverencias, ejecutado con las banderas, estandartes y cruces de ambas aldeas.[12]

- Santa Bárbara, cuya festividad se celebra el 4 de diciembre y en la cual se reparten los tradicionales Panes de la Caridad y «el pan de las almas».[13]

## Asociacionismo
La localidad cuenta con una activa asociación vecinal, la Asociación Cultural de Mas del Olmo, que promueve eventos locales, haciendo de esta población la más dinámica de las aldeas ademuceras en este sentido.

## Galería

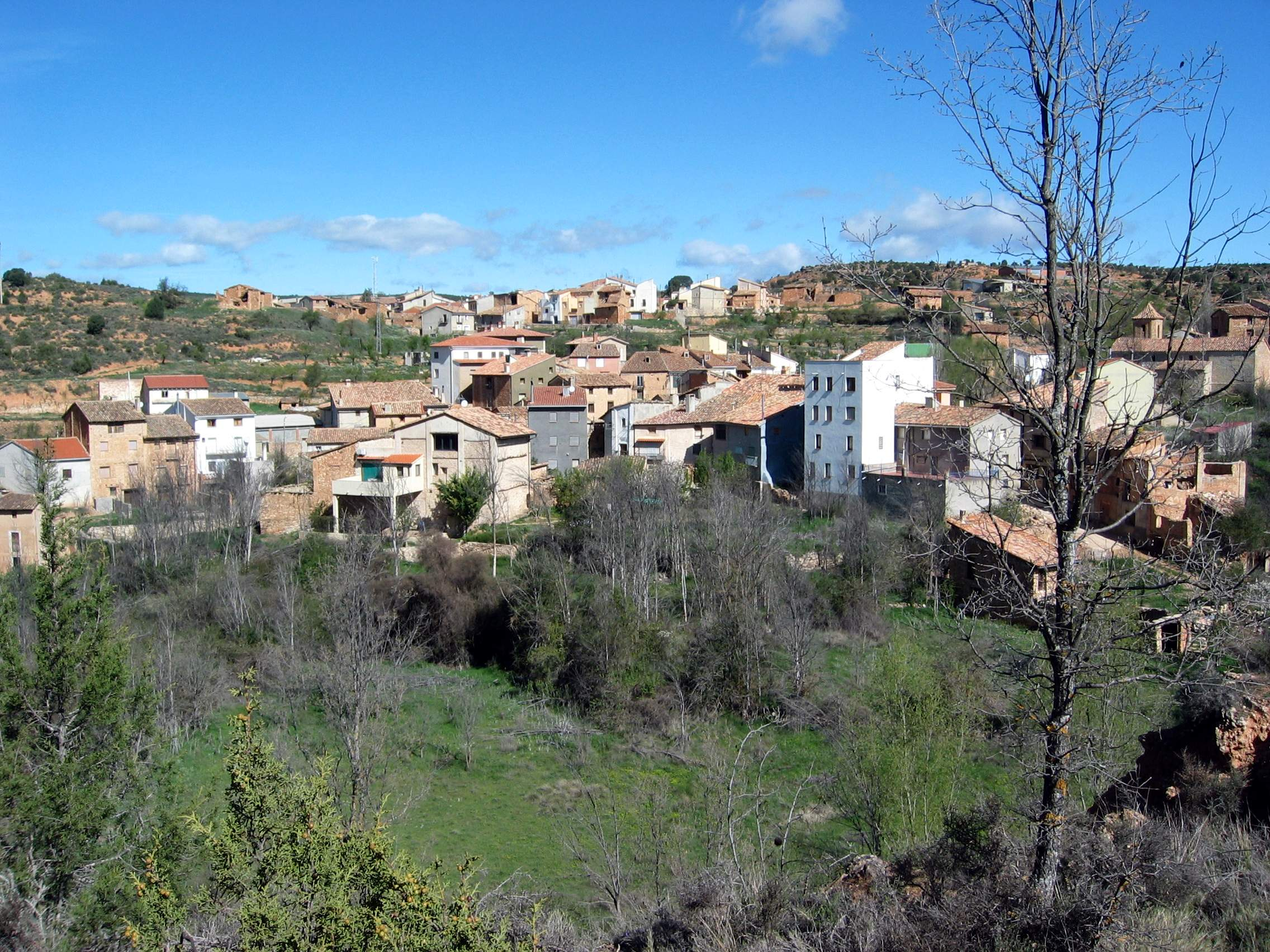
Vista suroriental de Mas del Olmo, Ademuz.
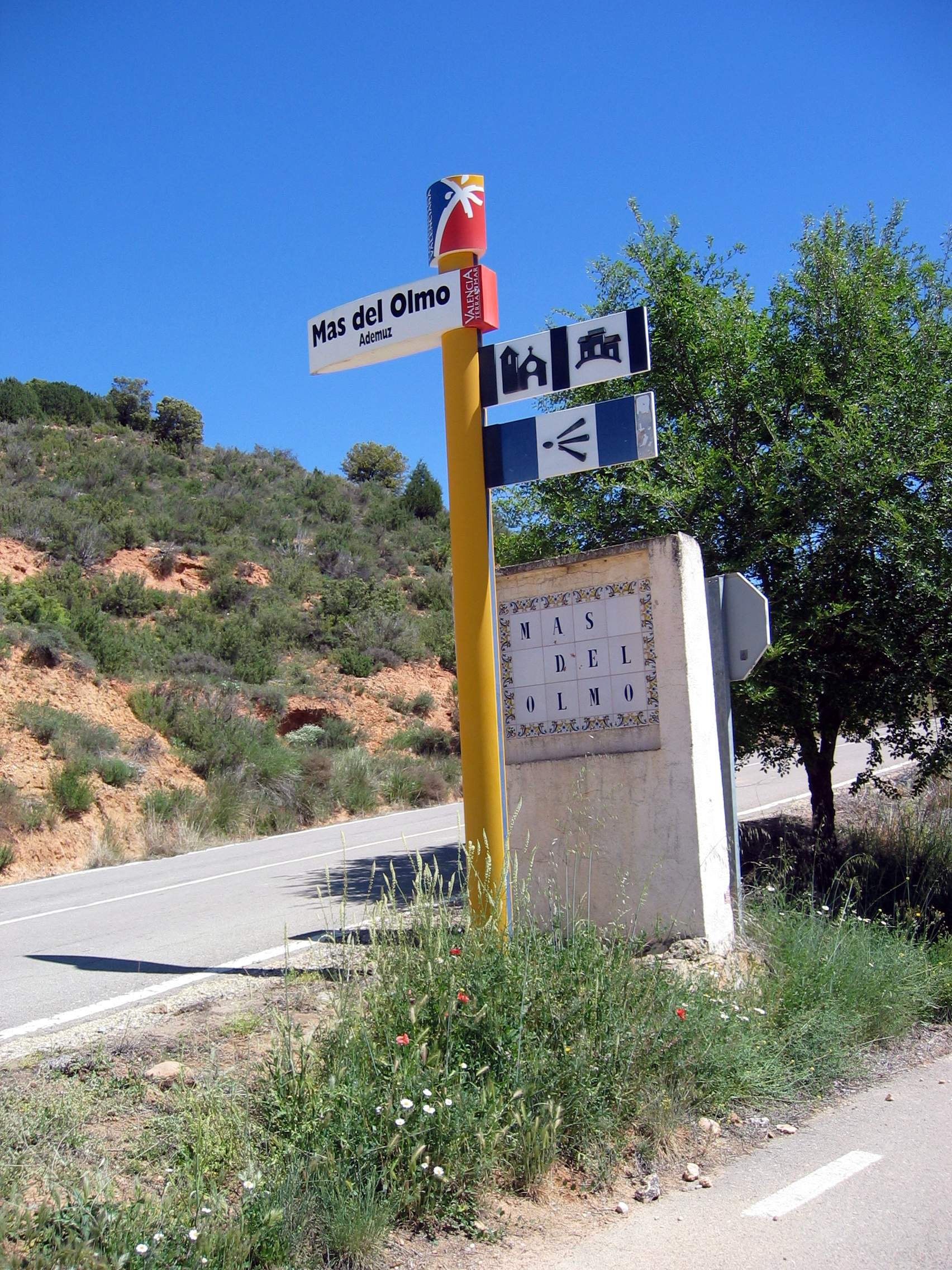
Detalle de cartel a la entrada de Mas del Olmo, Ademuz (Valencia).
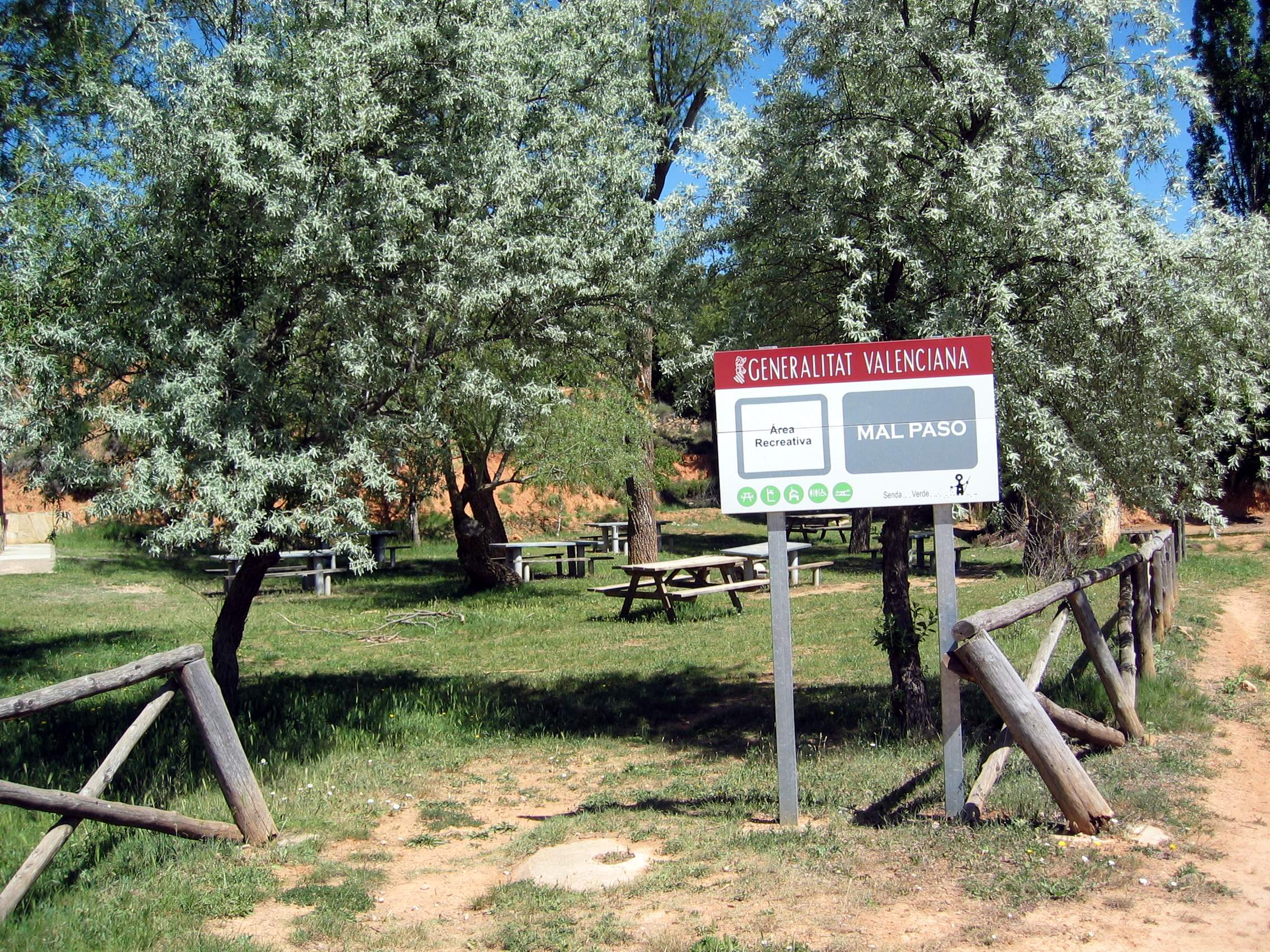
Área recreativa de «Mal Paso» en Mas del Olmo, Ademuz (Valencia).
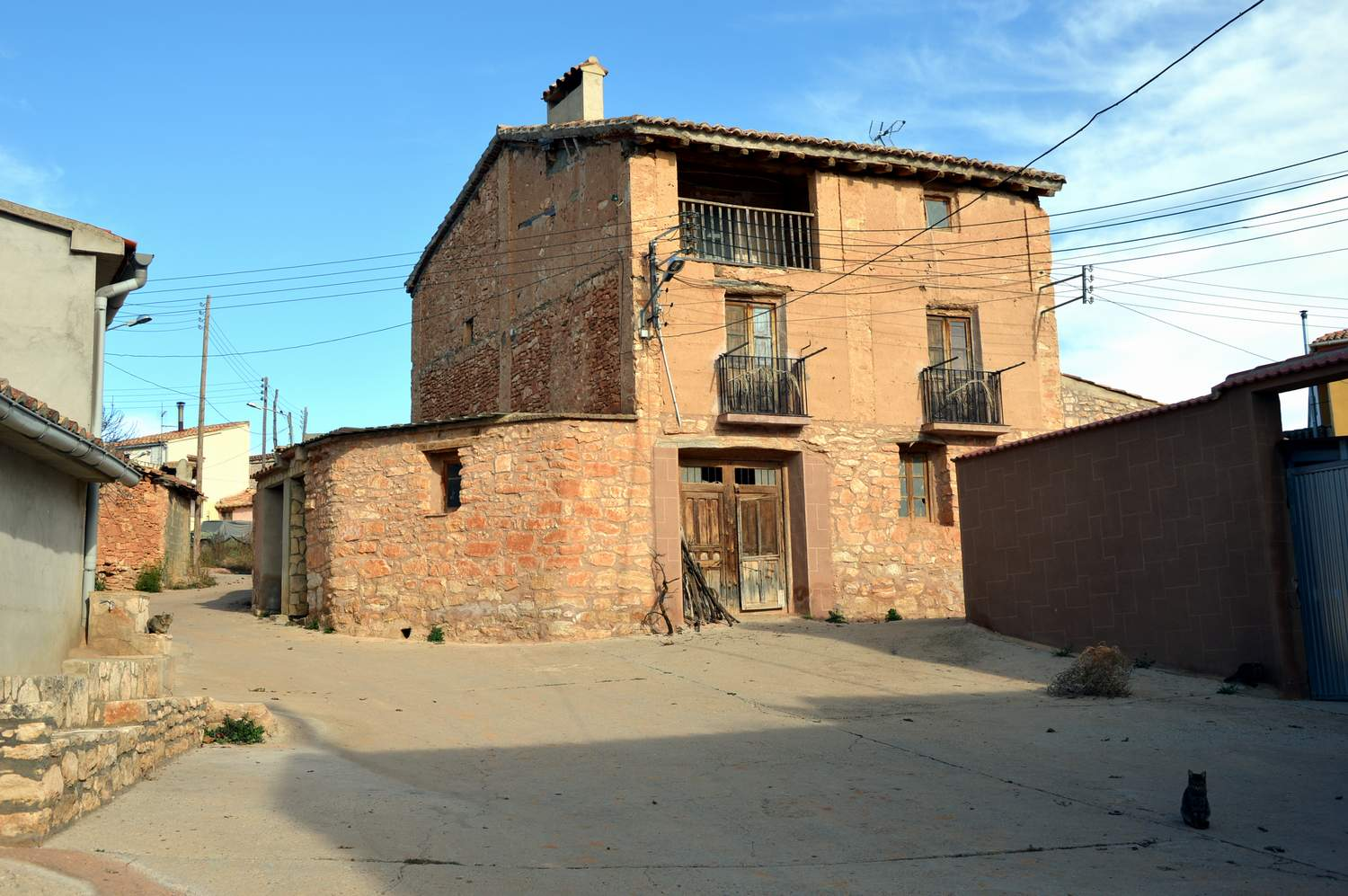
Construcción vernacular en Mas del Olmo, Ademuz (Valencia).
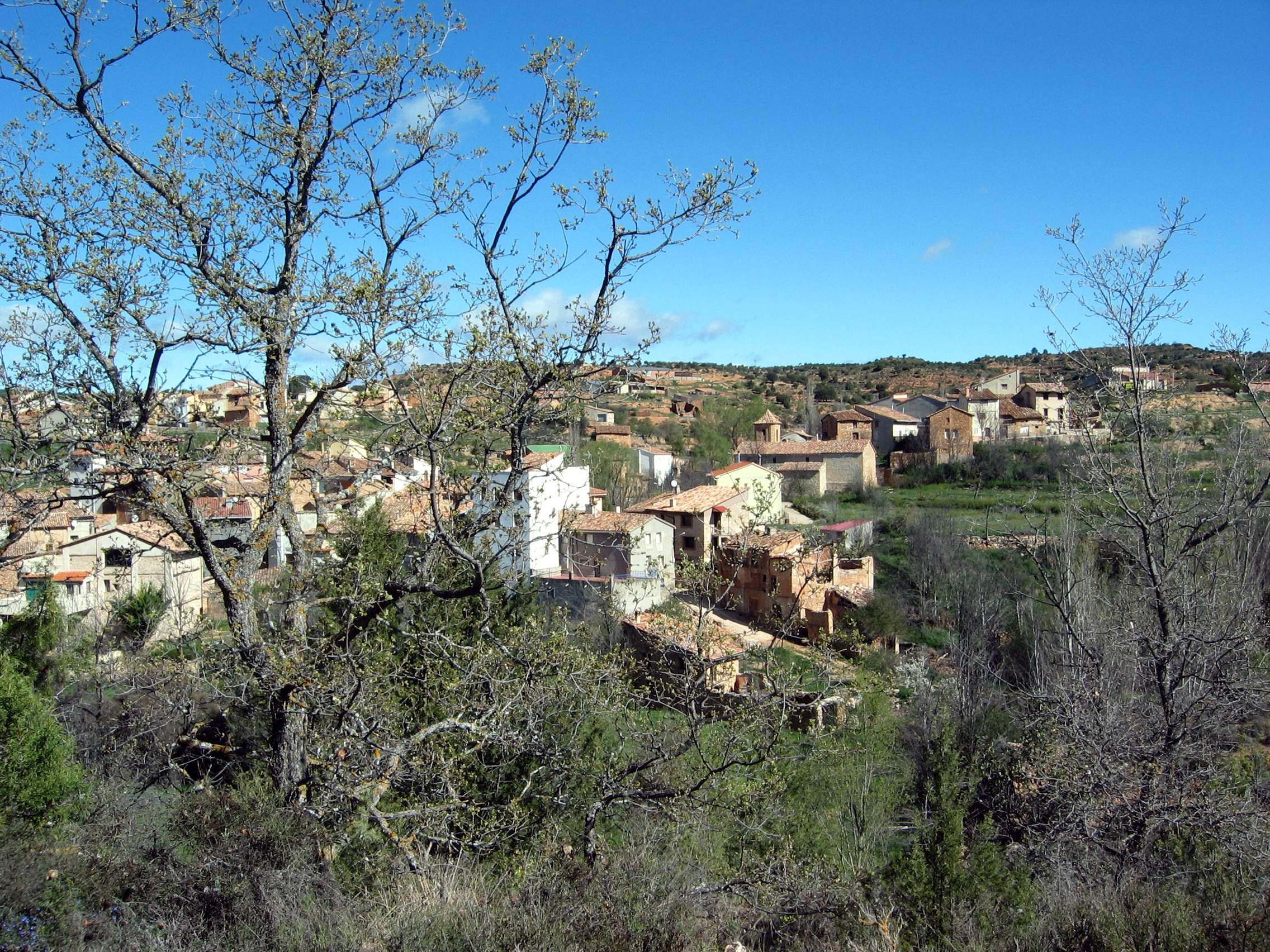
Vista parcial del caserío de Mas del Olmo, Ademuz (Valencia).
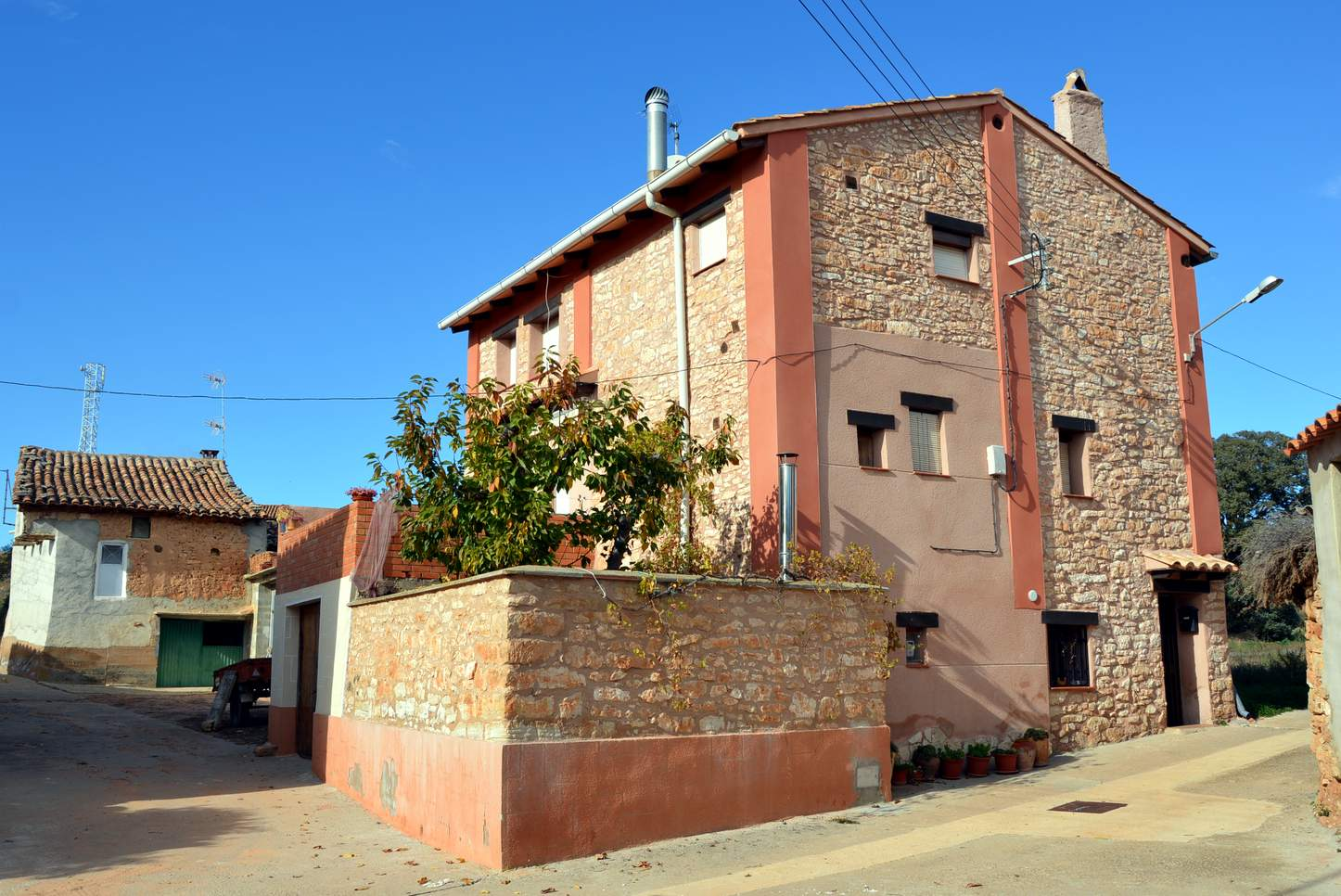
Construcción vernacular restaurada en Mas del Olmo, Ademuz (Valencia).
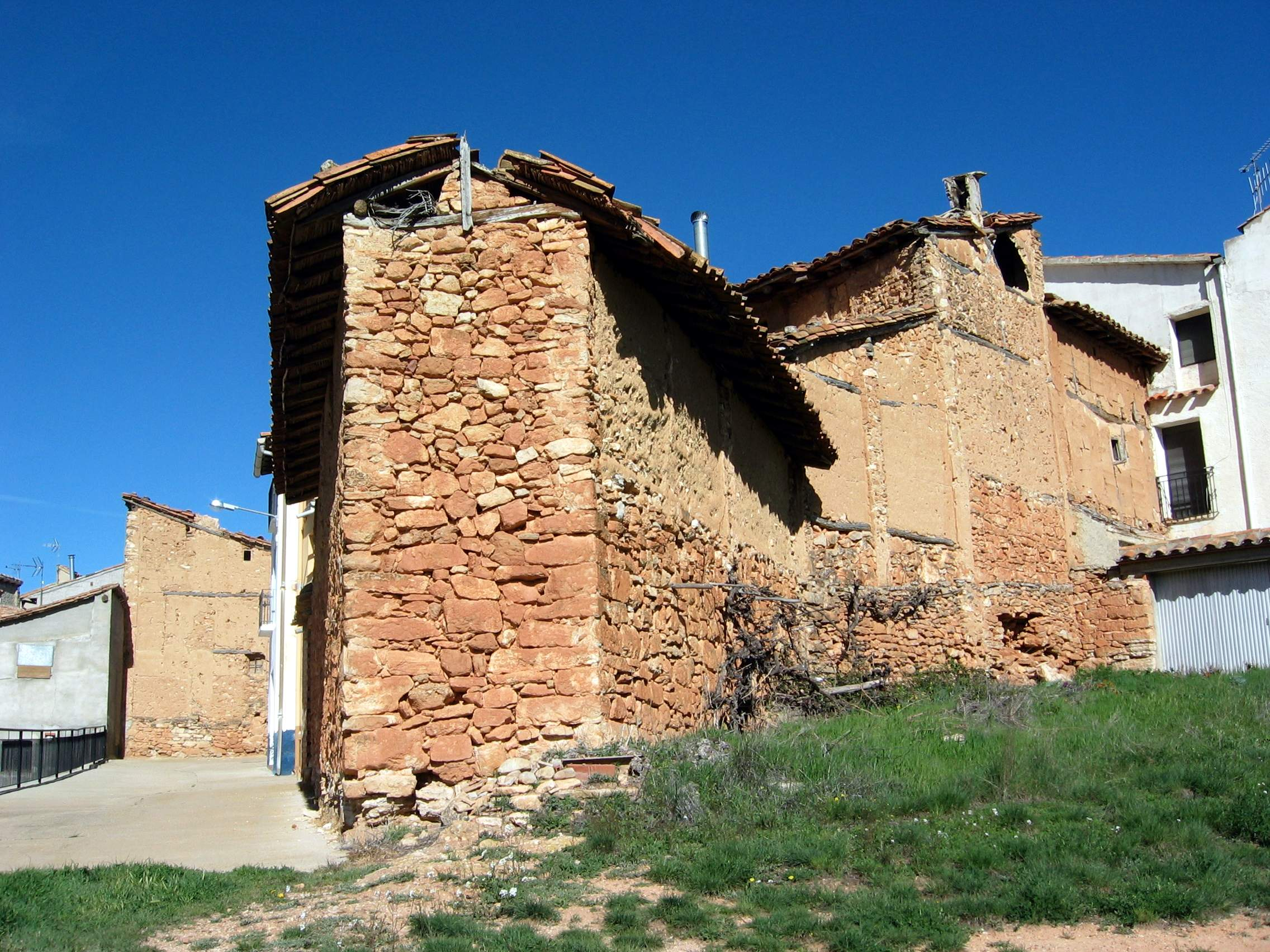
Construcción vernacular en Mas del Olmo, Ademuz (Valencia).
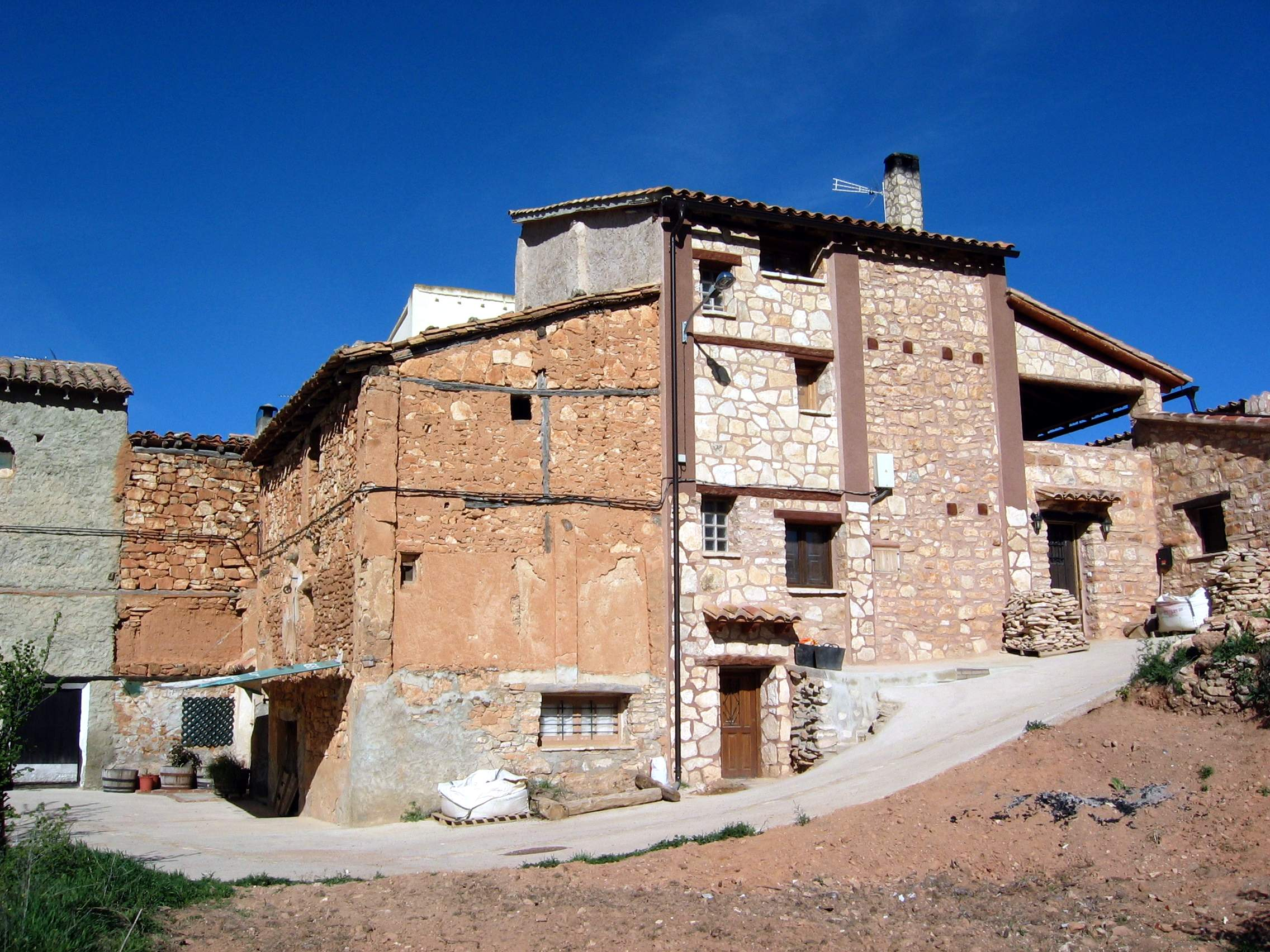
Construcciones vernaculares en Mas del Olmo, Ademuz (Valencia).
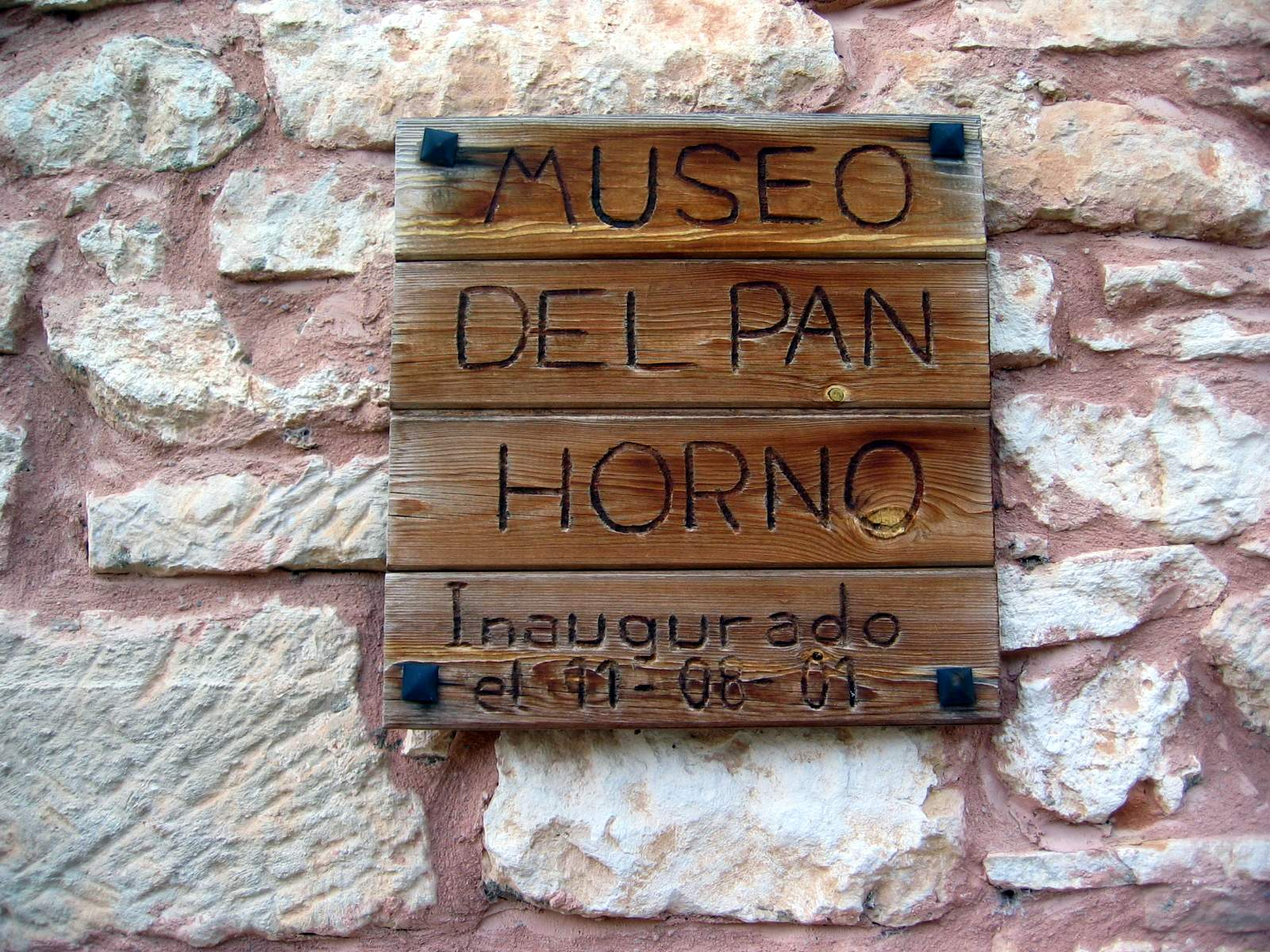
Detalle de cartel en el «Museo del Pan» de Mas del Olmo, Ademuz (Valencia).
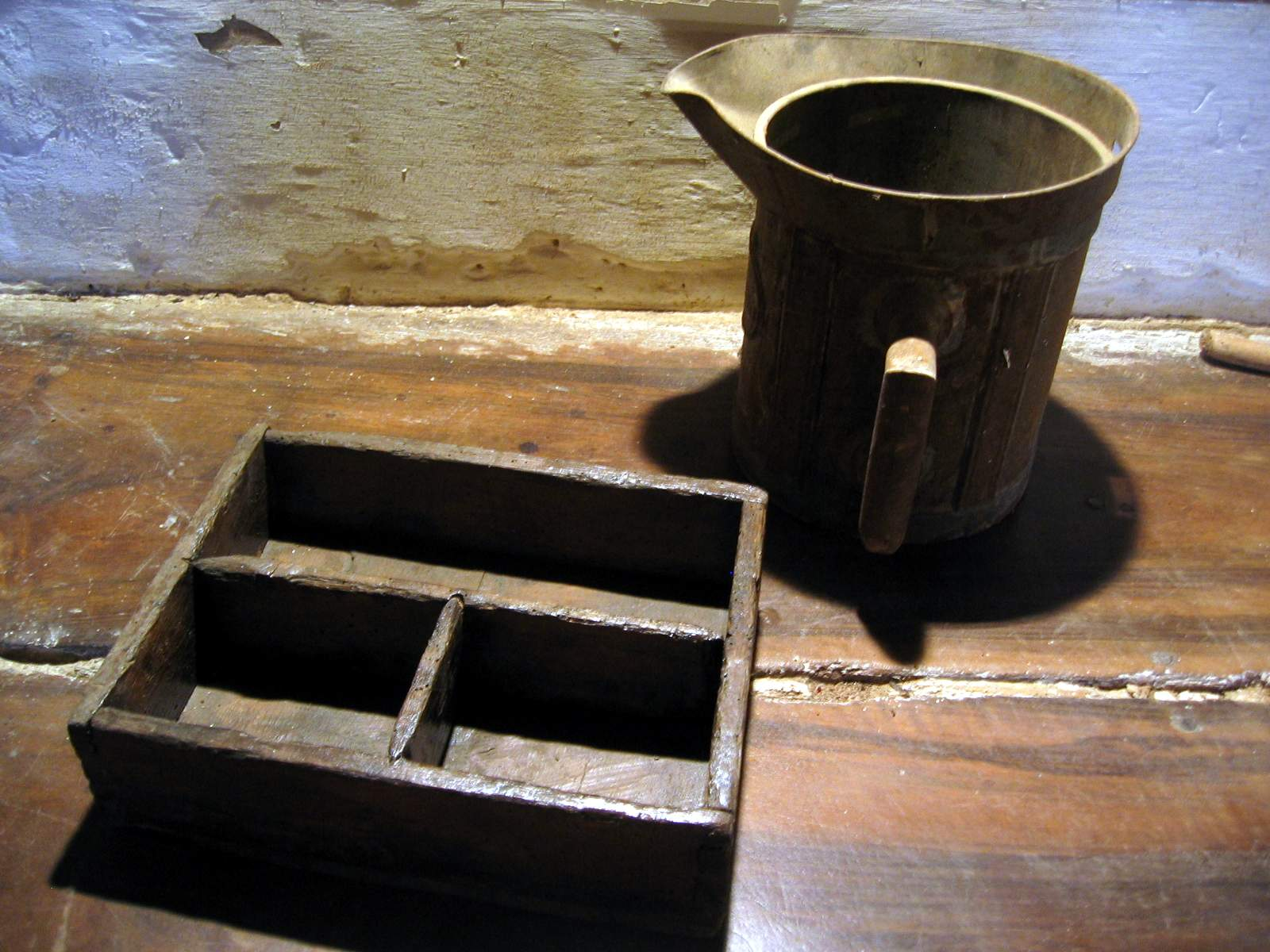
Detalle de objetos en el «Museo del Pan» de Mas del Olmo, Ademuz (Valencia).
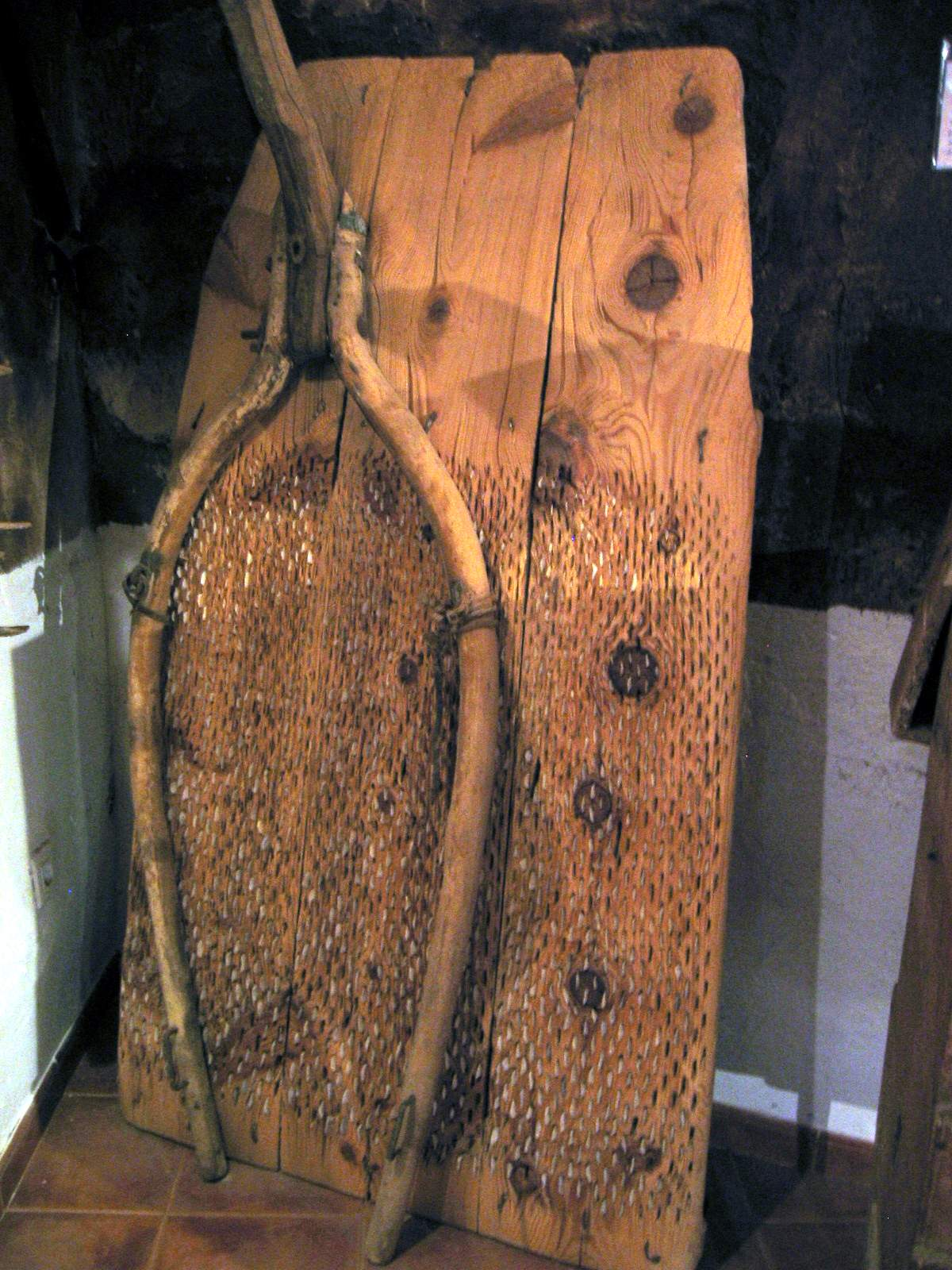
Detalle de objetos en el «Museo del Pan» de Mas del Olmo, Ademuz (Valencia).
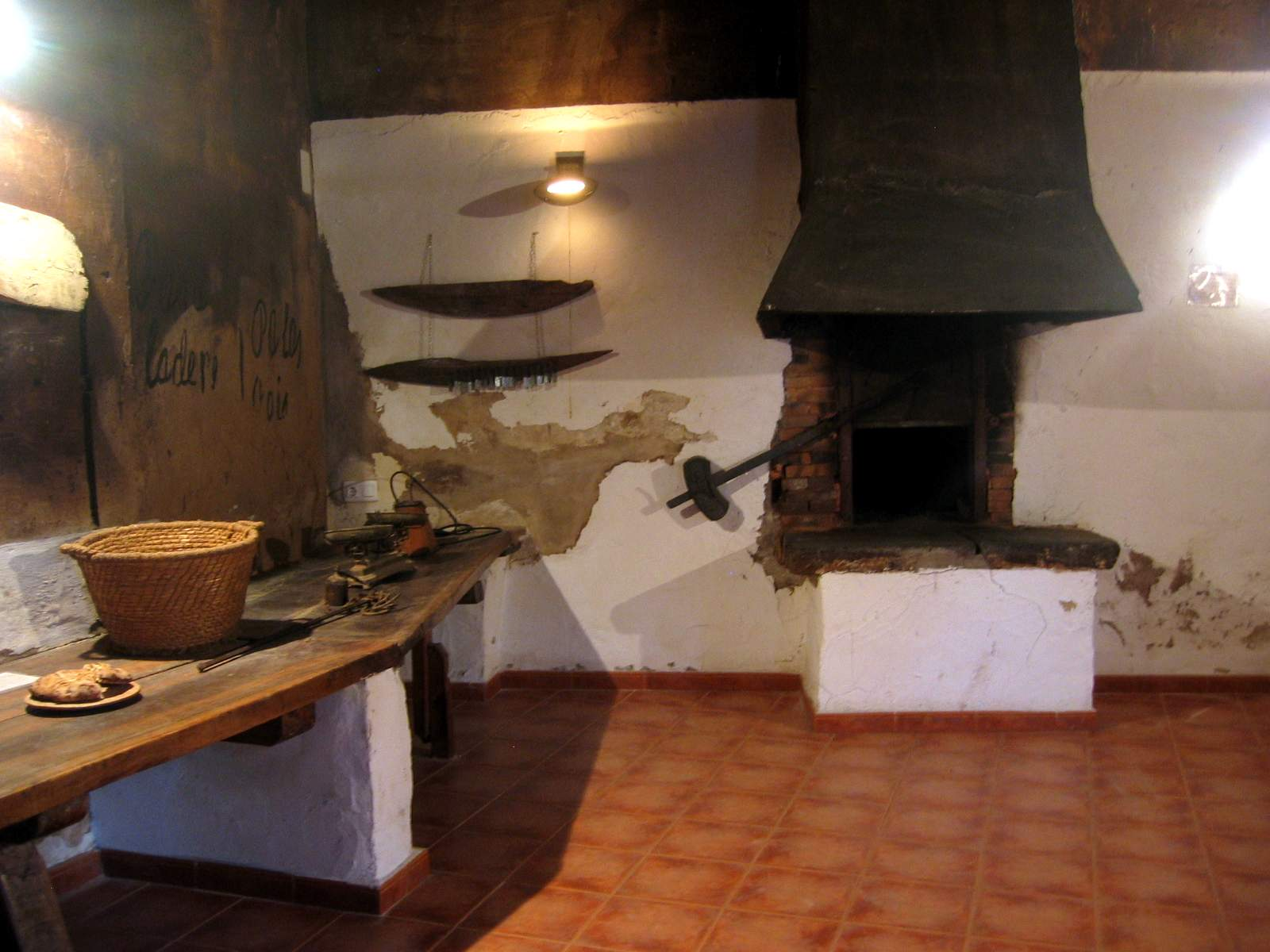
Detalle del amasador y boca del horno en el «Museo del Pan» de Mas del Olmo, Ademuz (Valencia).
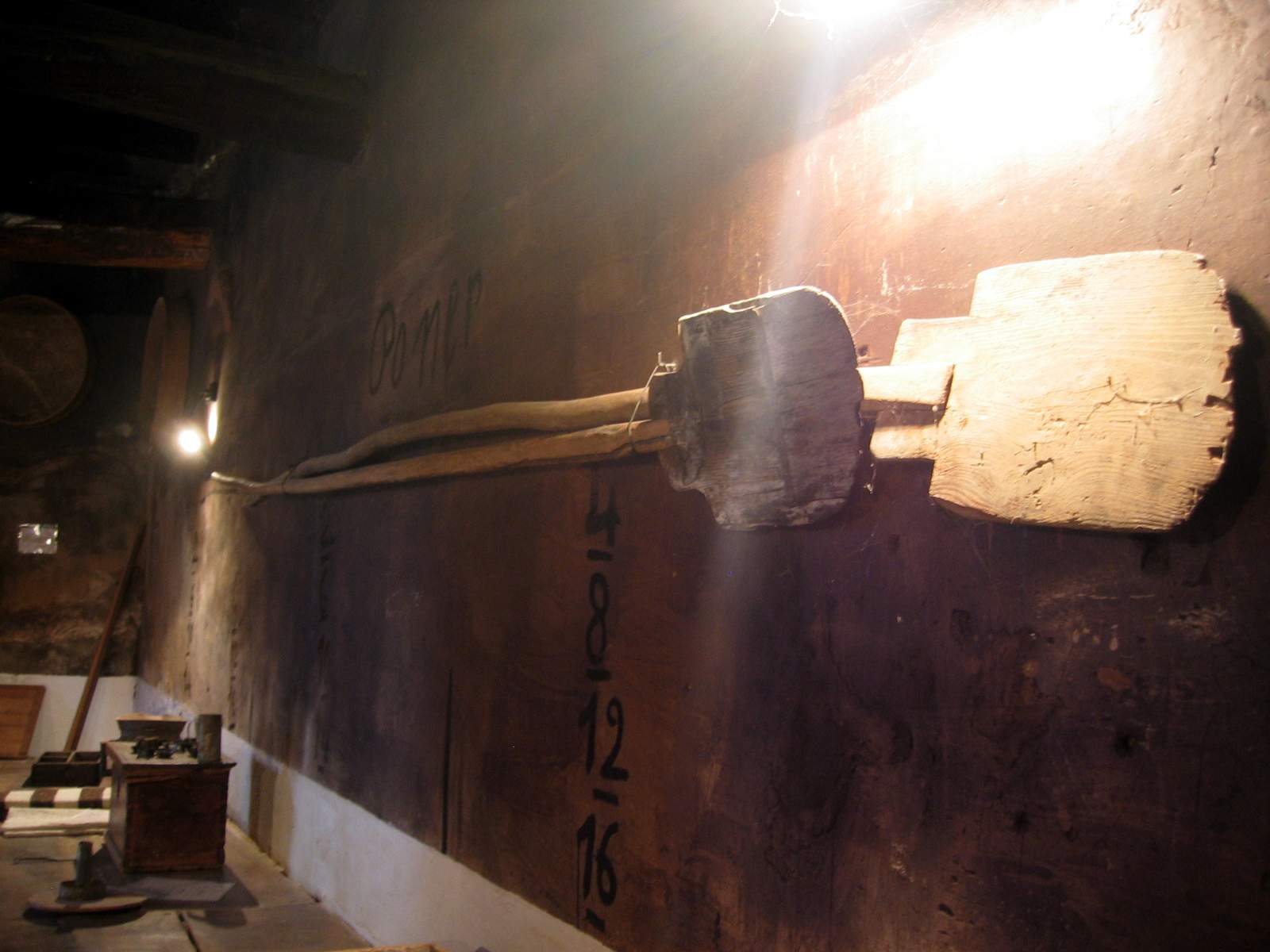
Detalle de palas de hornear en el «Museo del Pan» de Mas del Olmo, Ademuz (Valencia).
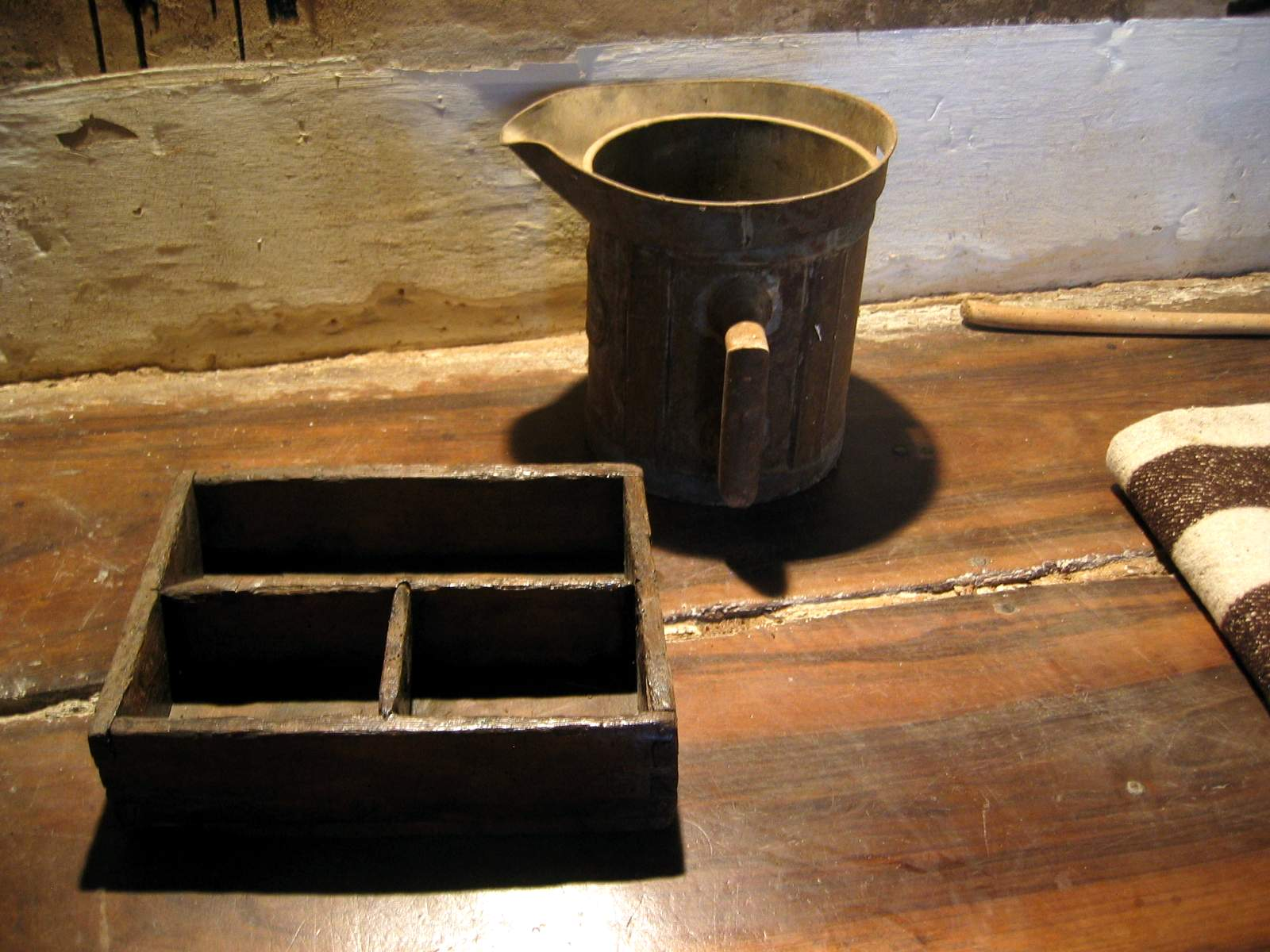
Detalle de objetos en el «Museo del Pan» de Mas del Olmo, Ademuz (Valencia).
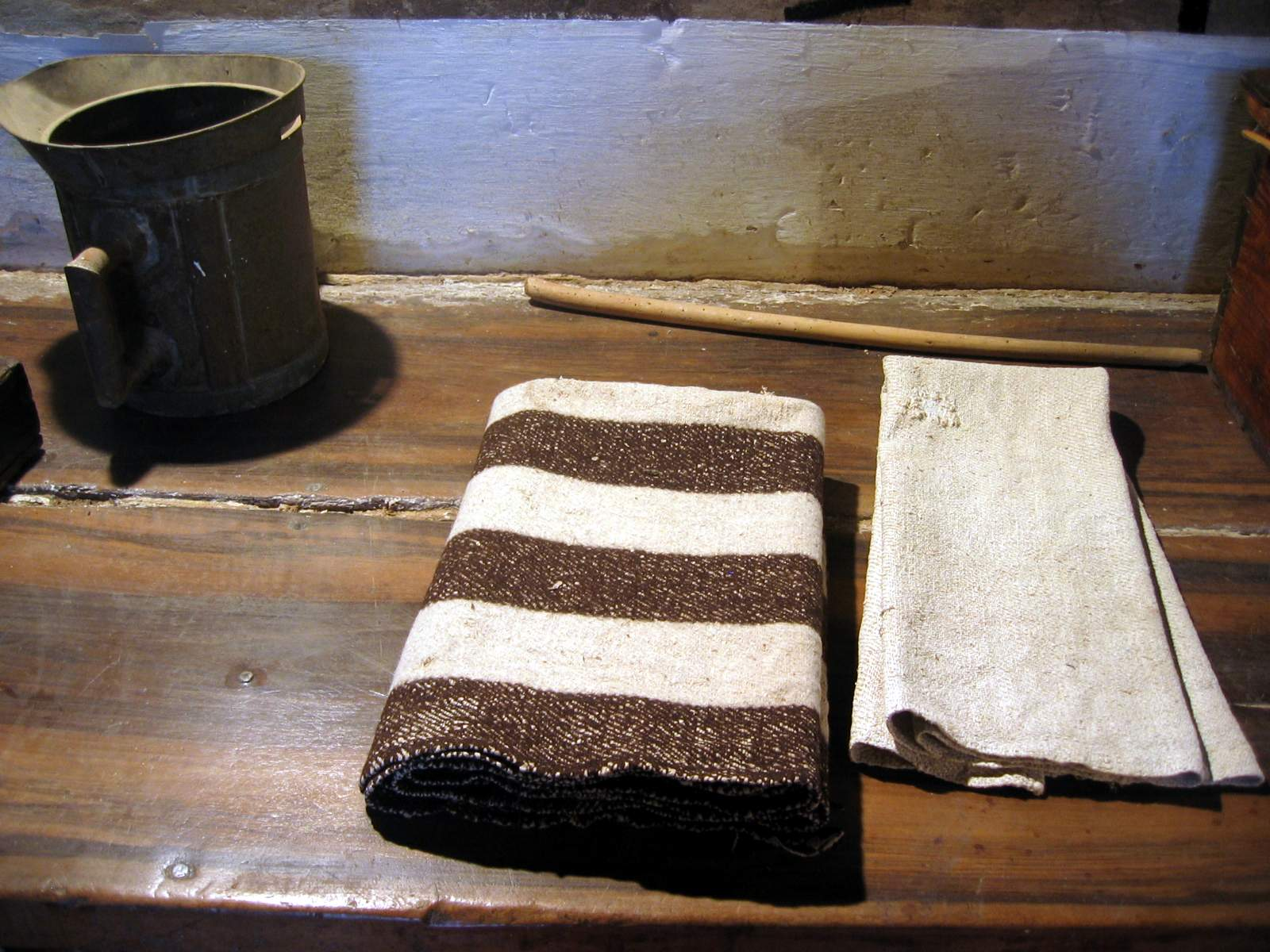
Detalle de objetos en el «Museo del Pan» de Mas del Olmo, Ademuz (Valencia).
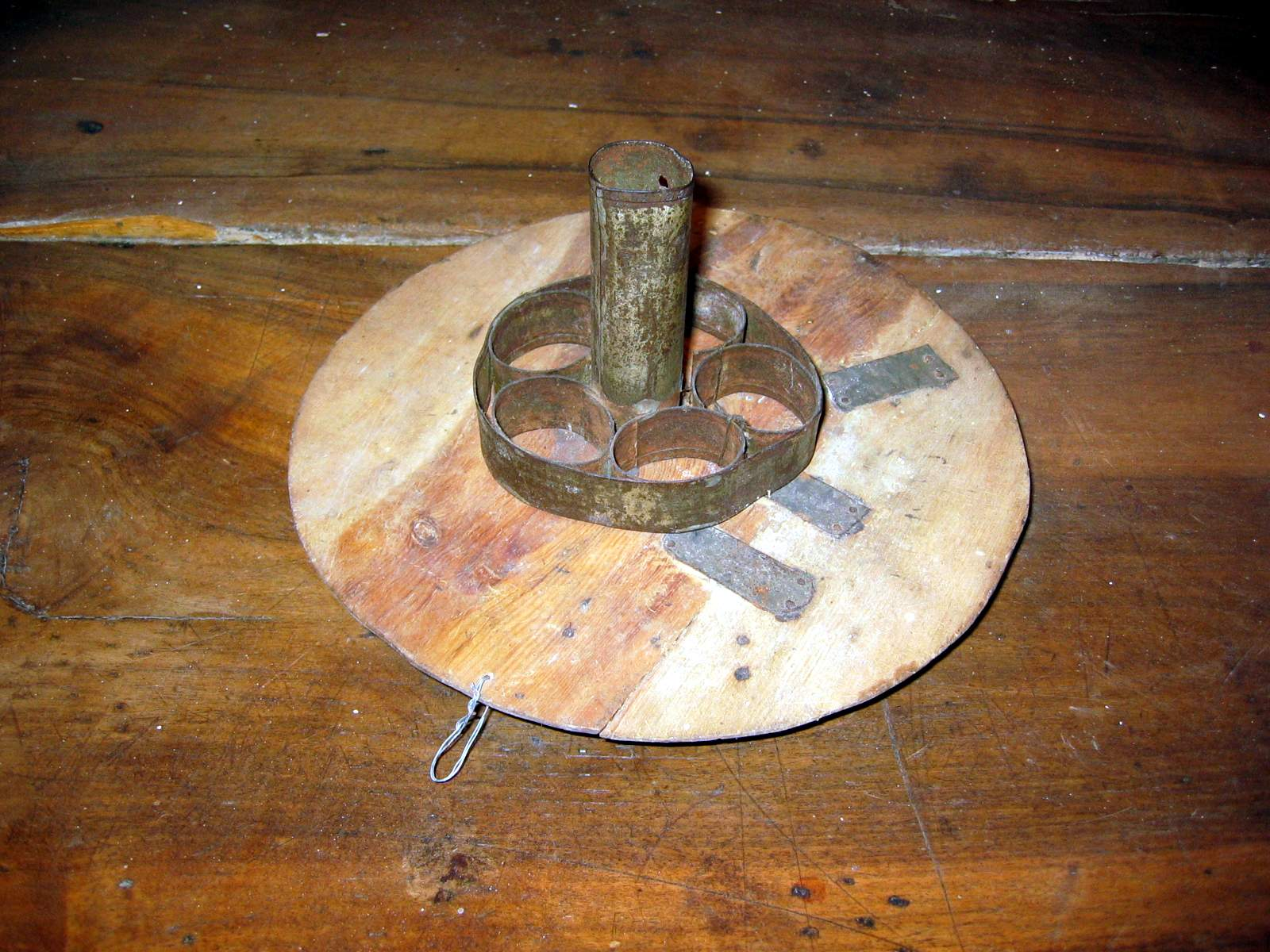
Detalle de objetos en el «Museo del Pan» de Mas del Olmo, Ademuz (Valencia).
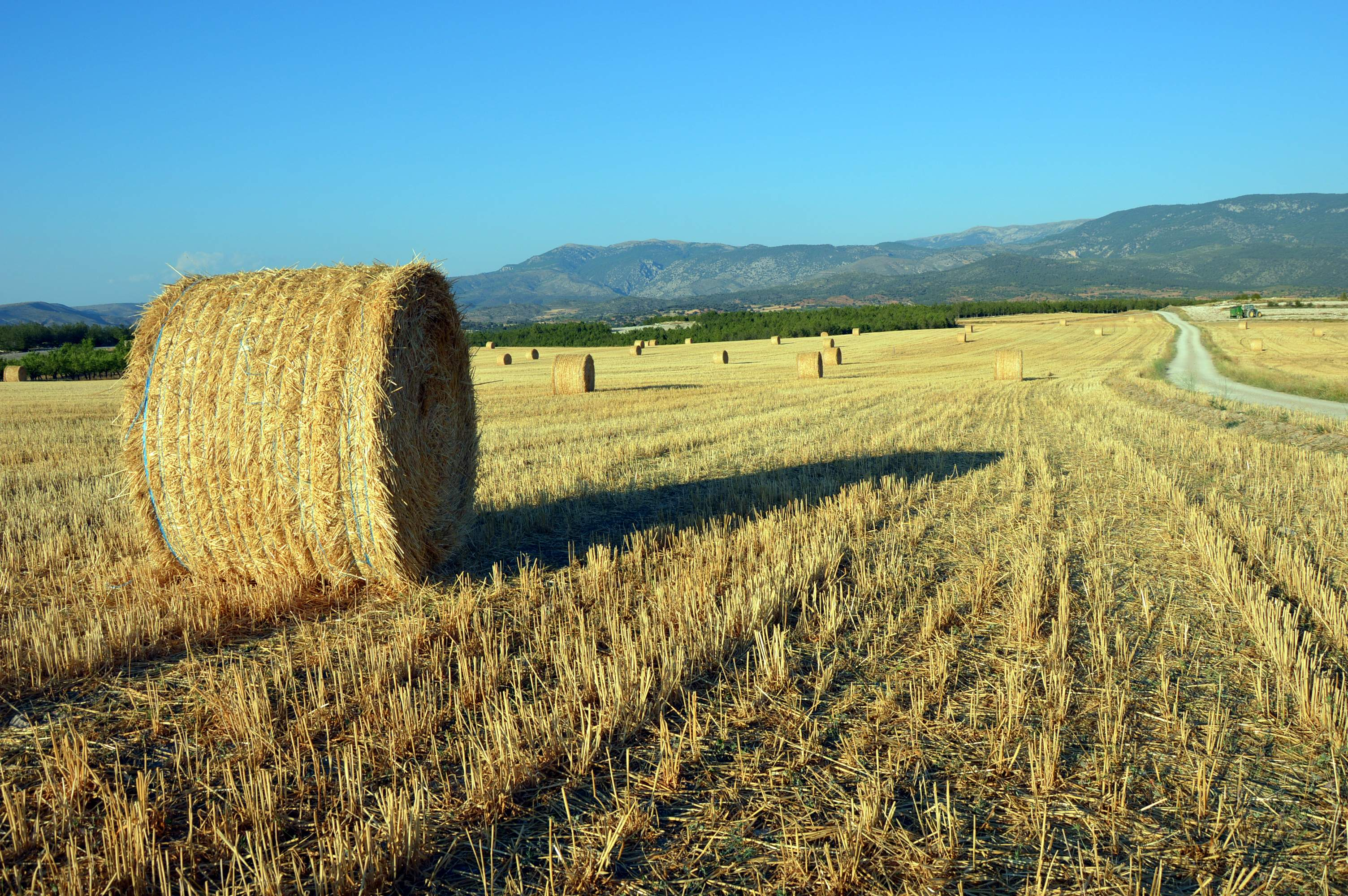
Detalle de rulo de paja en un rastrojo de Mas del Olmo, Ademuz (Valencia).
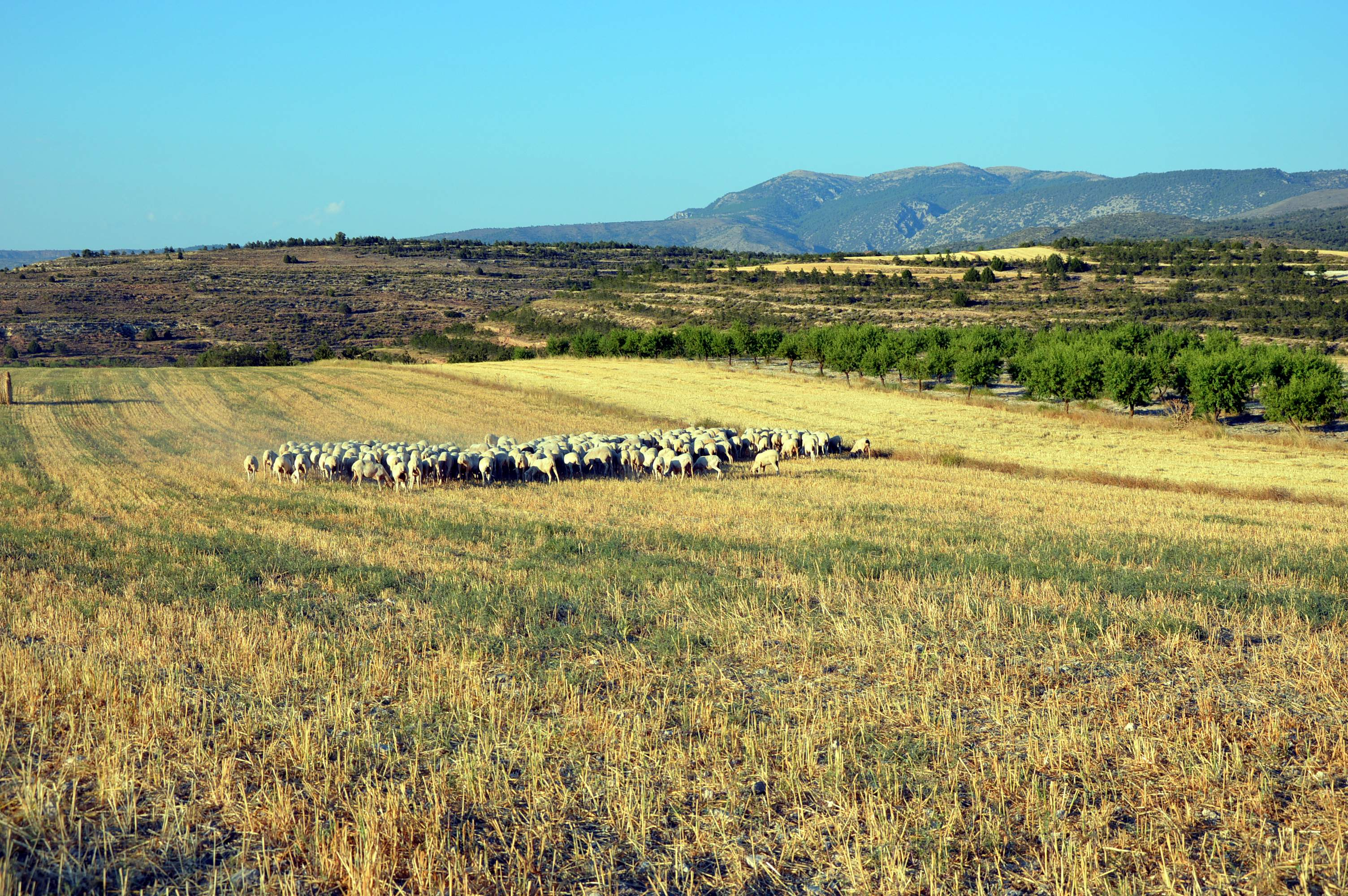
Ganado en un rastrojo de Mas del Olmo, Ademuz (Valencia).
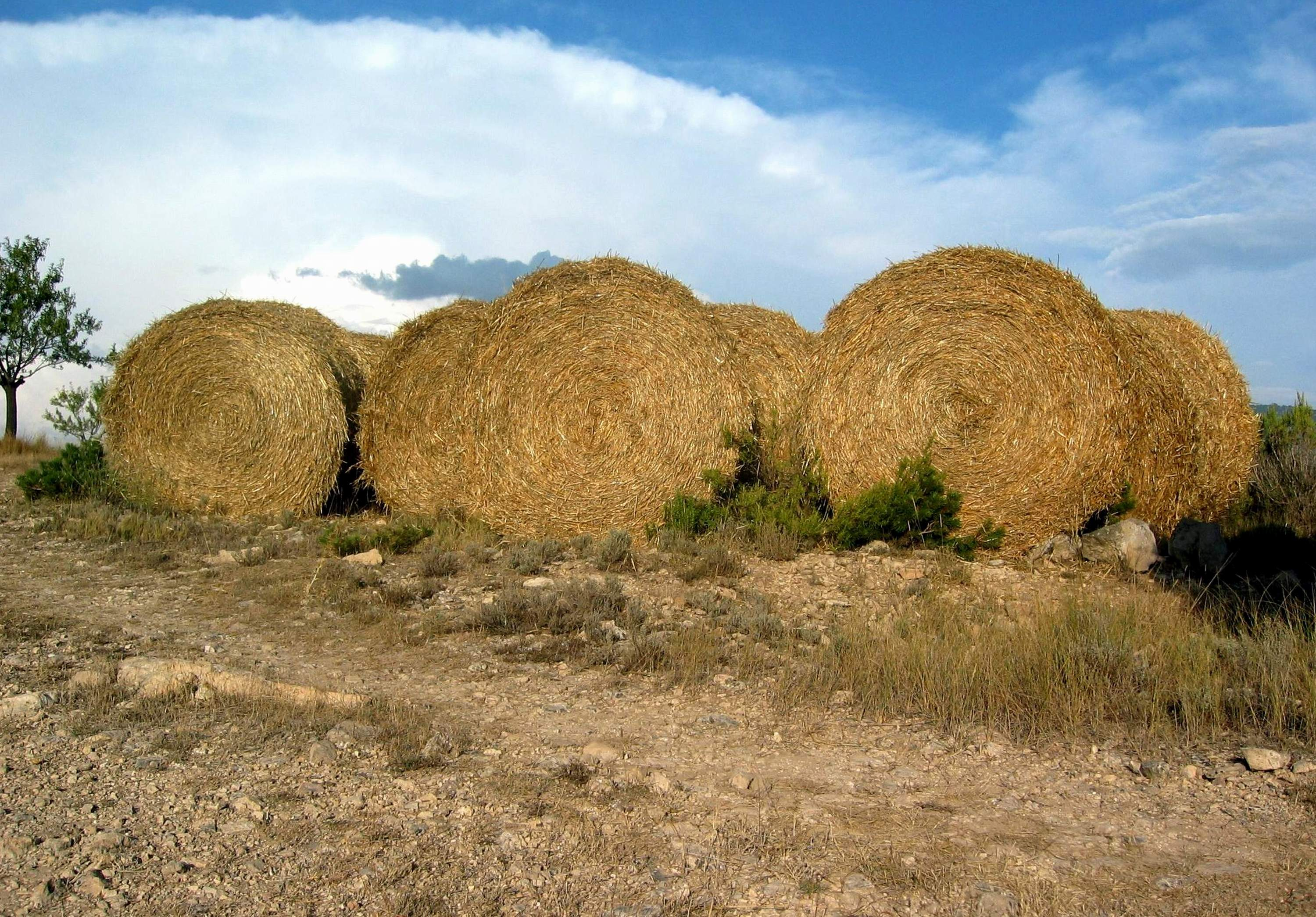
Detalle de rulos de paja en Mas del Olmo, Ademuz (Valencia).
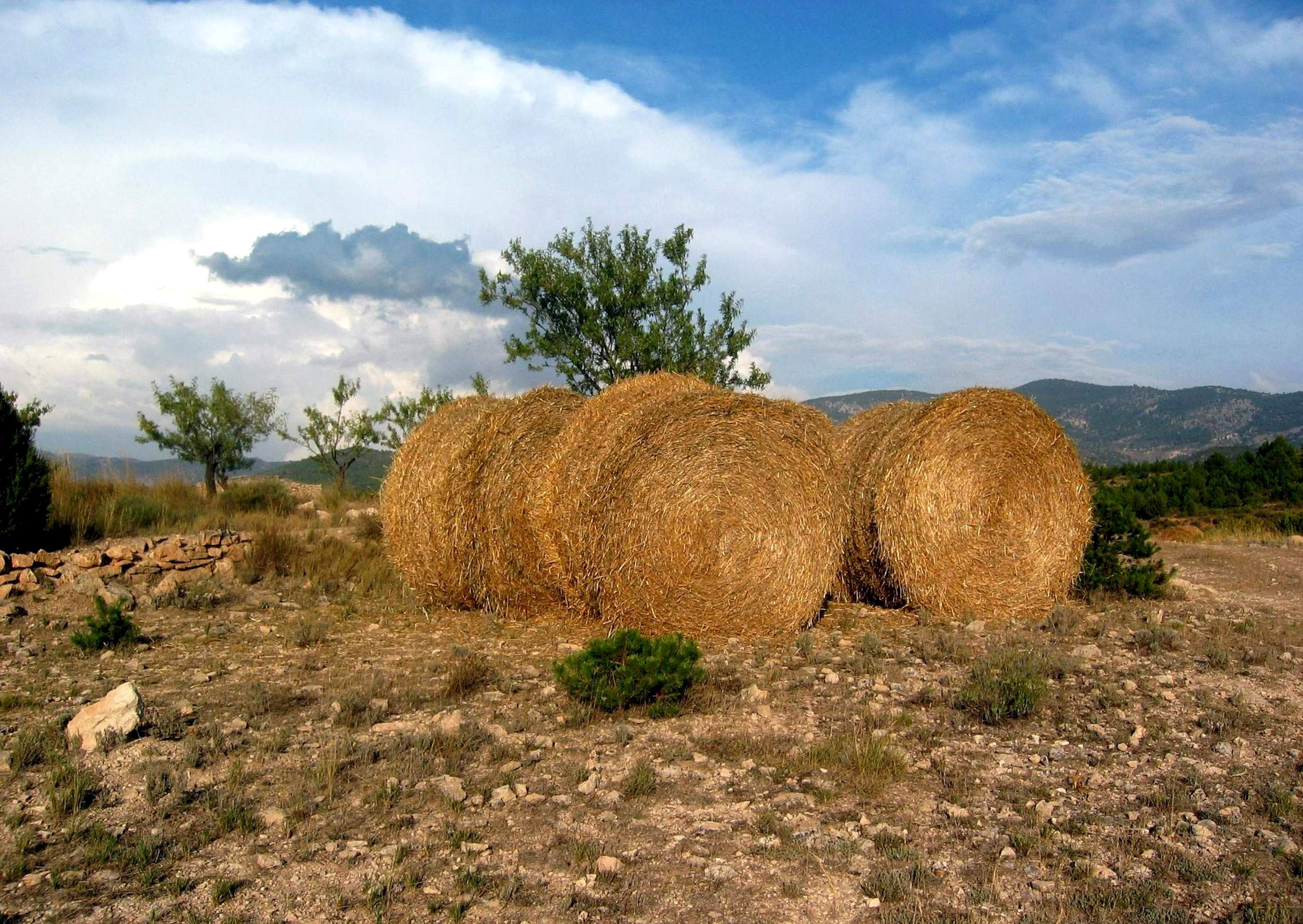
Detalle de rulos de paja en Mas del Olmo, Ademuz (Valencia).
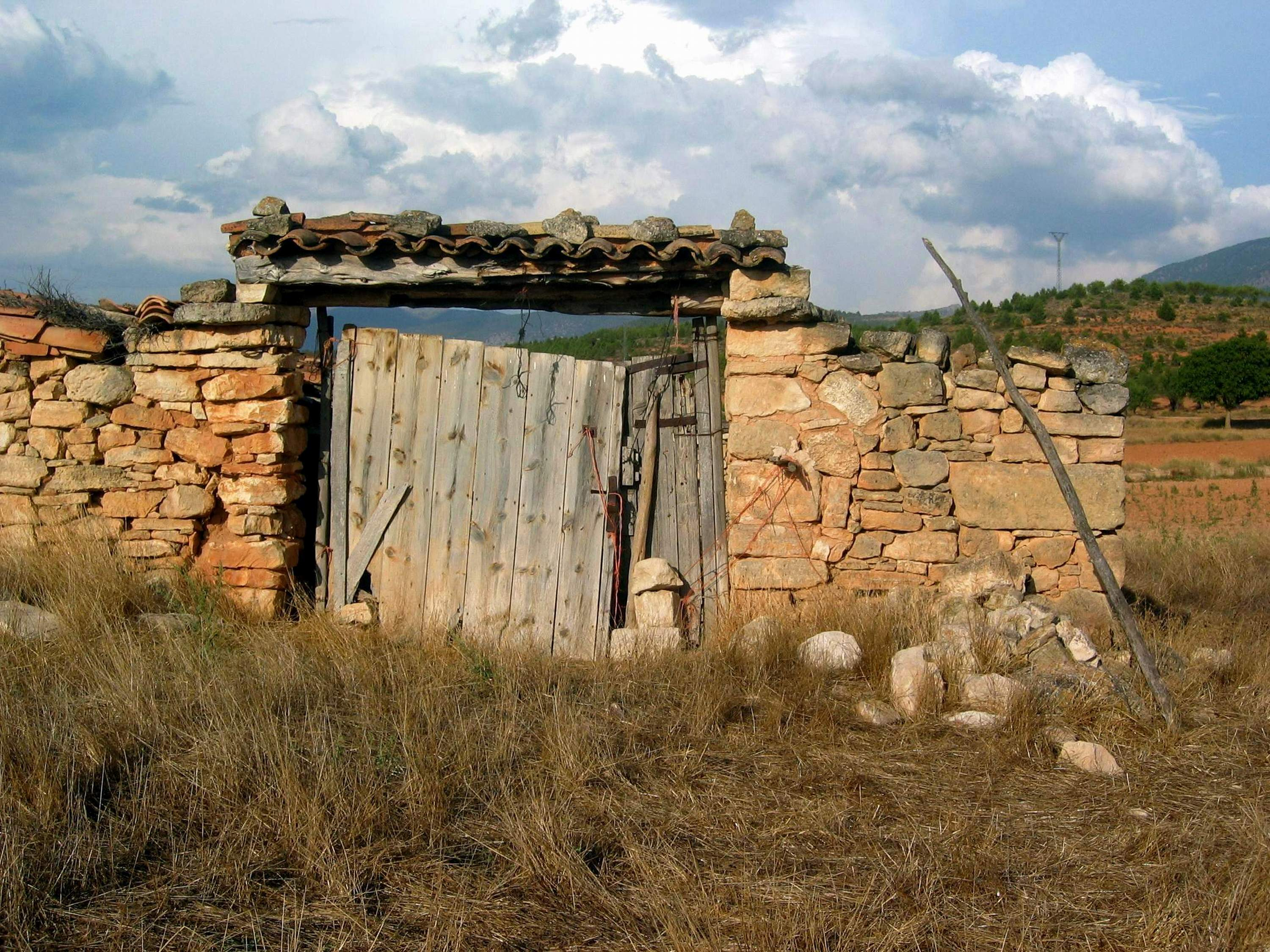
Detalle de portón de entrada a corral y descubierto en Mas del Olmo, Ademuz (Valencia).
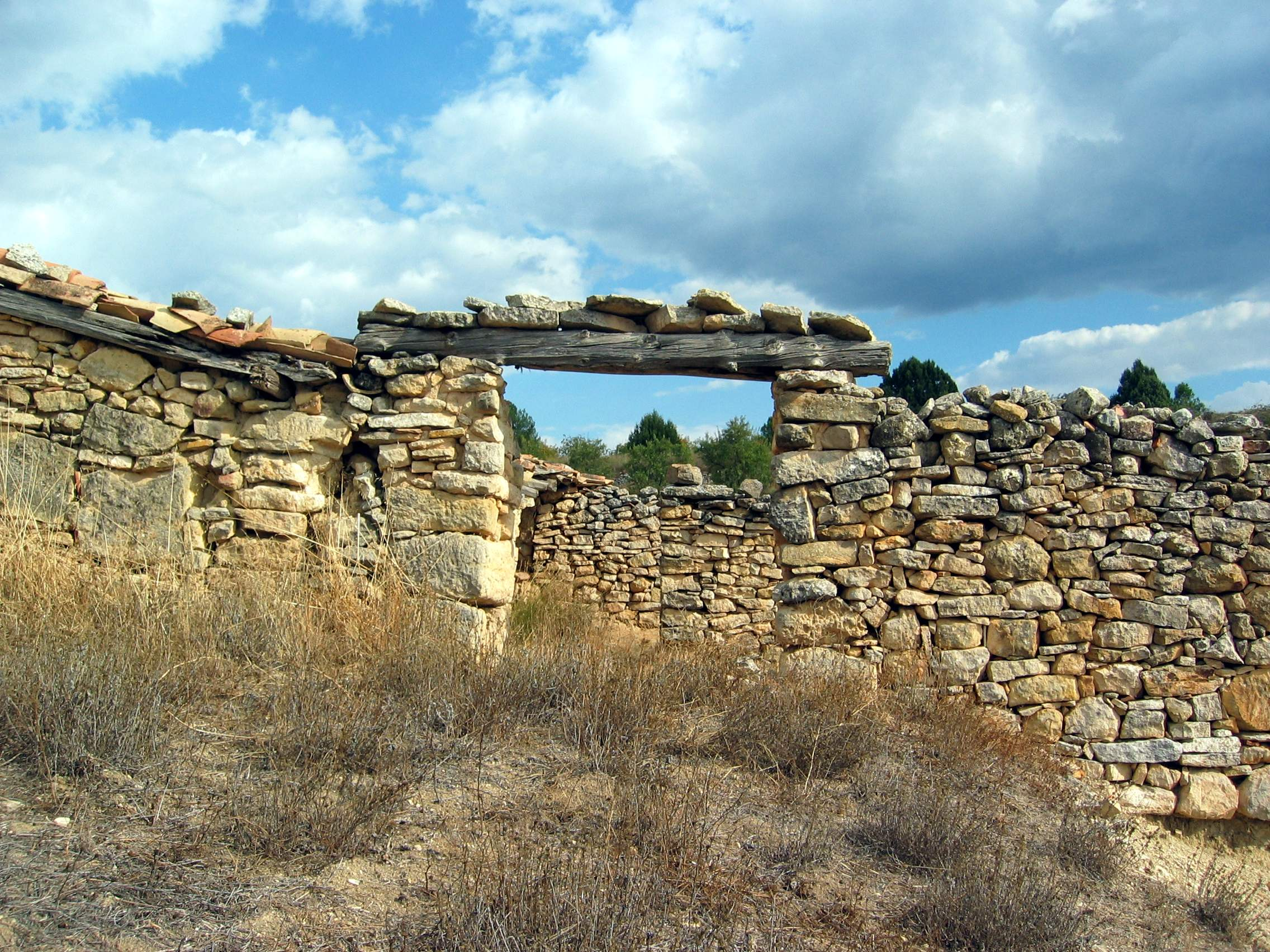
Entrada a corral y descubierto en Mas del Olmo, Ademuz (Valencia).
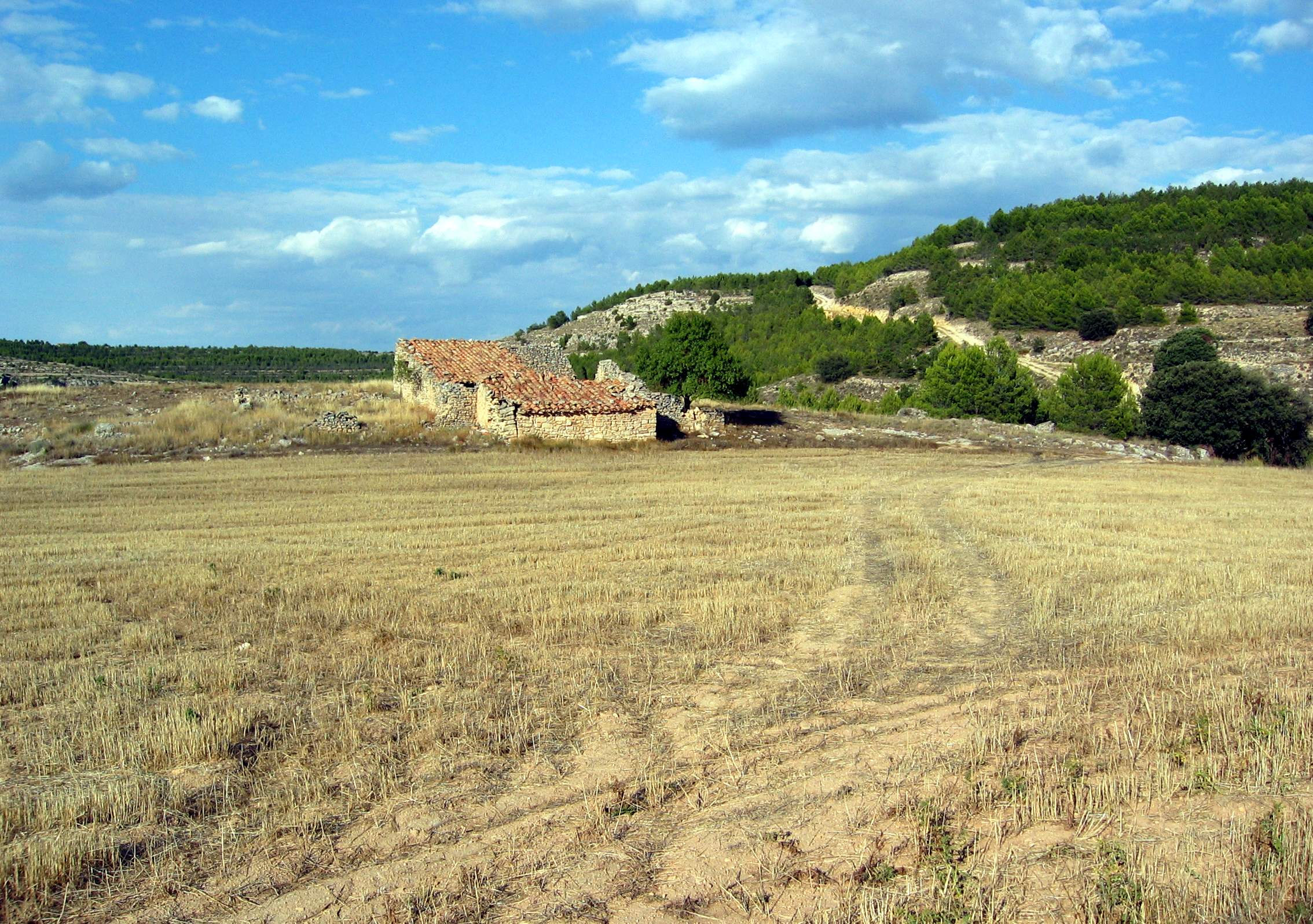
Rastrojos en Mas del Olmo, Ademuz (Valencia), con detalle de corrales y descubiertos al fondo.
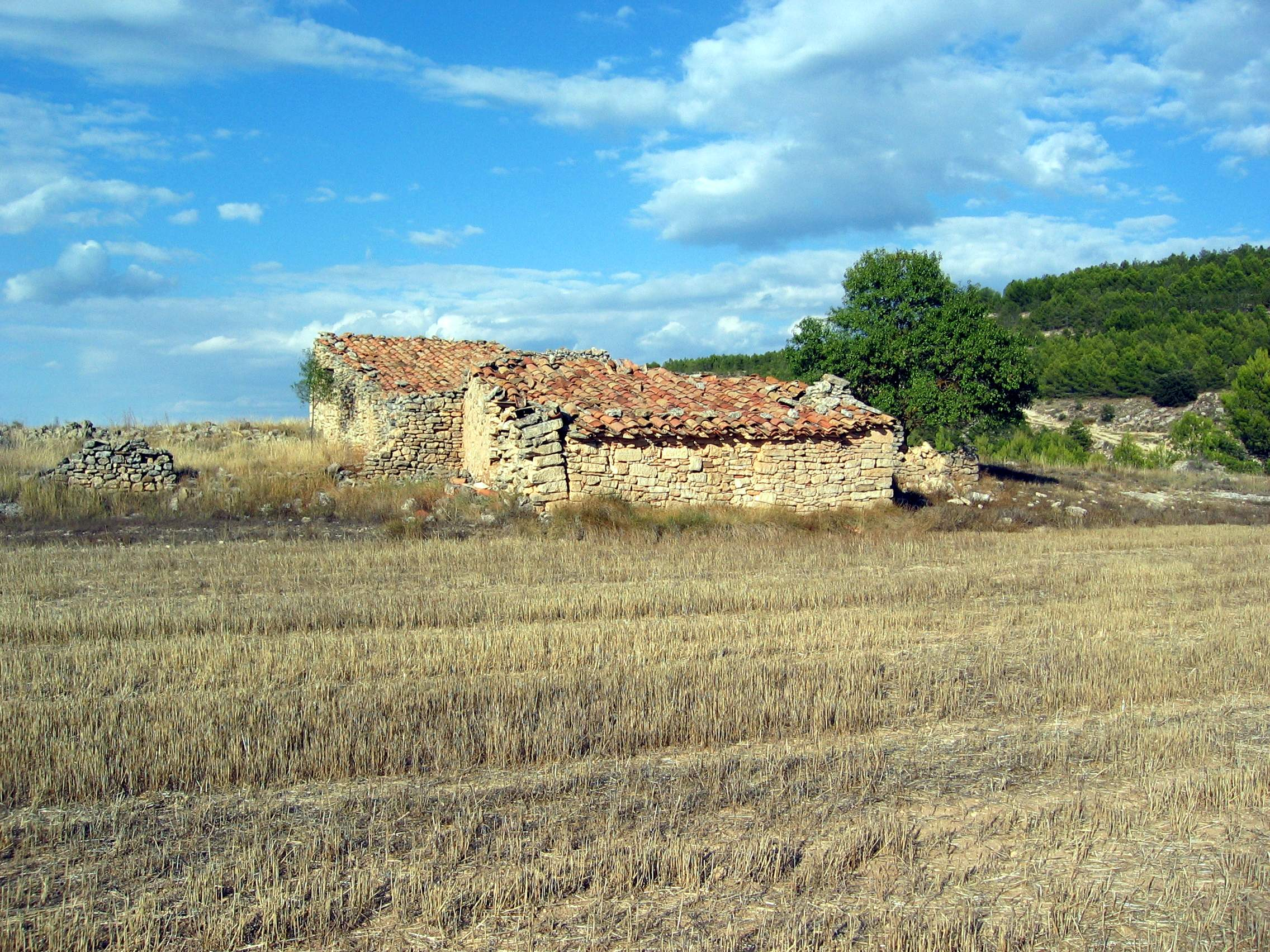
Rastrojos en Mas del Olmo, Ademuz (Valencia), con detalle de corrales y descubiertos al fondo.
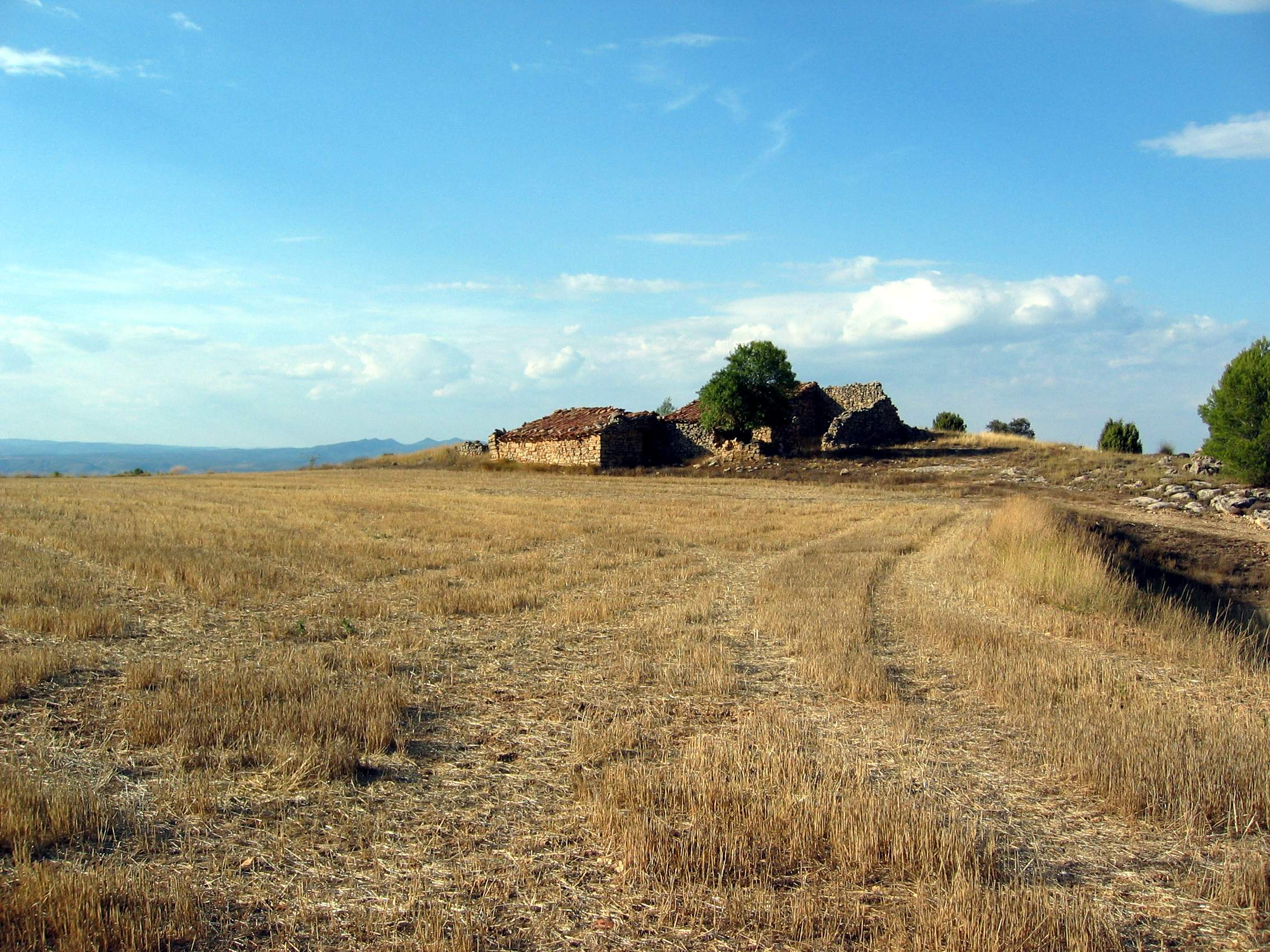
Rastrojos en Mas del Olmo, Ademuz (Valencia), con detalle de corrales y descubiertos al fondo.